# Singapur
Singapur, plným názvem Singapurská republika, je ostrovní stát a městský stát v jihovýchodní Asii. Území země tvoří jeden hlavní ostrov, 63 satelitních ostrovů a ostrůvků a jeden odlehlý ostrůvek. Nachází se asi jeden stupeň zeměpisné šířky (137 km) severně od rovníku, u jižního cípu Malajského poloostrova, na západě hraničí s Malackým průlivem, na jihu se Singapurským průlivem indonéskými ostrovy Riau, na východě s Jihočínským mořem a na severu s Johorským průlivem a malajským státem Johor. Severozápad je mírně kopcovitý, východní oblast je rovinatá. Panuje zde tropické rovníkové podnebí, horké a deštivé po celý rok. Na ploše 740 km² žije 6 milionů obyvatel, což z něj činí druhý nejhustěji osídlený suverénní stát světa a druhý nejmenší stát podle rozlohy v Asii. Singapur je etnicky a jazykově rozmanitá země, tři čtvrtiny obyvatel tvoří Číňané, dále 14 % Malajci a 9 % Indové; úředními jazyky jsou angličtina, malajština, mandarínština a tamilština.  Celkem 31 % obyvatel se hlásí k buddhismu, 19 % ke křesťanství, 16 % k islámu, 9 k taoismu a 5 % k hinduismu. 
V rané historii byl Singapur námořním impériem známým pod názvem Temasek; následně byl součástí významné složky několika po sobě jdoucích thalasokratických říší. Jeho současná éra začala v roce 1819, kdy Thomas Stamford Raffles založil Singapur jako obchodní středisko britského impéria.  V roce 1867 přešel Singapur pod přímou kontrolu Velké Británie jako součást Průlivových osad. Během druhé světové války byl Singapur v roce 1942 obsazen Japonskem a po kapitulaci Japonska v roce 1945 se vrátil pod britskou kontrolu jako korunní kolonie. V roce 1959 získal Singapur samosprávu a v roce 1963 se stal spolu s Malajskem, Severním Borneem a Sarawakem součástí nové Malajské federace. Ideologické rozpory vedly o dva roky později k vyloučení Singapuru z federace; v roce 1965 se Singapur stal nezávislou suverénní zemí. Po prvních letech turbulencí a navzdory nedostatku přírodních zdrojů a vnitrozemí se země rychle rozvíjela a stala se jedním ze čtyř asijských tygrů.
Singapur je unitární parlamentní republikou s prezidentem jako ceremoniální hlavou státu, zákonodárným orgánem je jednokomorový parlament. Ač se pravidelně konají svobodné volby, funguje de facto jako stát jedné strany, kde si Lidová akční strana udržuje od roku 1959 nepřetržitou politickou dominanci. Jako vysoce rozvinutá země má jeden z nejvyšších hrubých domácích produktů na obyvatele v paritě kupní síly. Je také označována za daňový ráj. V indexu lidského rozvoje se umístil na 13. místě. Je významným leteckým, finančním a námořním přepravním centrem a trvale se umisťuje na předních příčkách žebříčku měst s nejdražším životem pro přistěhovalce a zahraniční pracovníky. Singapur se umisťuje na předních příčkách v klíčových sociálních ukazatelích: vzdělání, zdravotní péče, kvalita života, osobní bezpečnost, infrastruktura a bydlení, přičemž míra vlastnictví domů dosahuje 88 %. Obyvatelé Singapuru se těší jedné z nejdelších průměrných délek života a jedné z nejnižších mír korupce na světě. Ač hustě zalidněn, díky urbanistickému plánování je zde mnoho zelených a rekreačních ploch. Singapur je zakládajícím členem Sdružení národů jihovýchodní Asie, sídlí zde také sekretariát Asijsko-pacifického hospodářského společenství, sekretariát Rady pro hospodářskou spolupráci v Tichomoří a je hostitelským městem mnoha mezinárodních konferencí a akcí. Singapur je také členem Organizace spojených národů, Světové obchodní organizace, Východoasijského summitu, Hnutí nezúčastněných zemí a Commonwealthu. 

## Dějiny

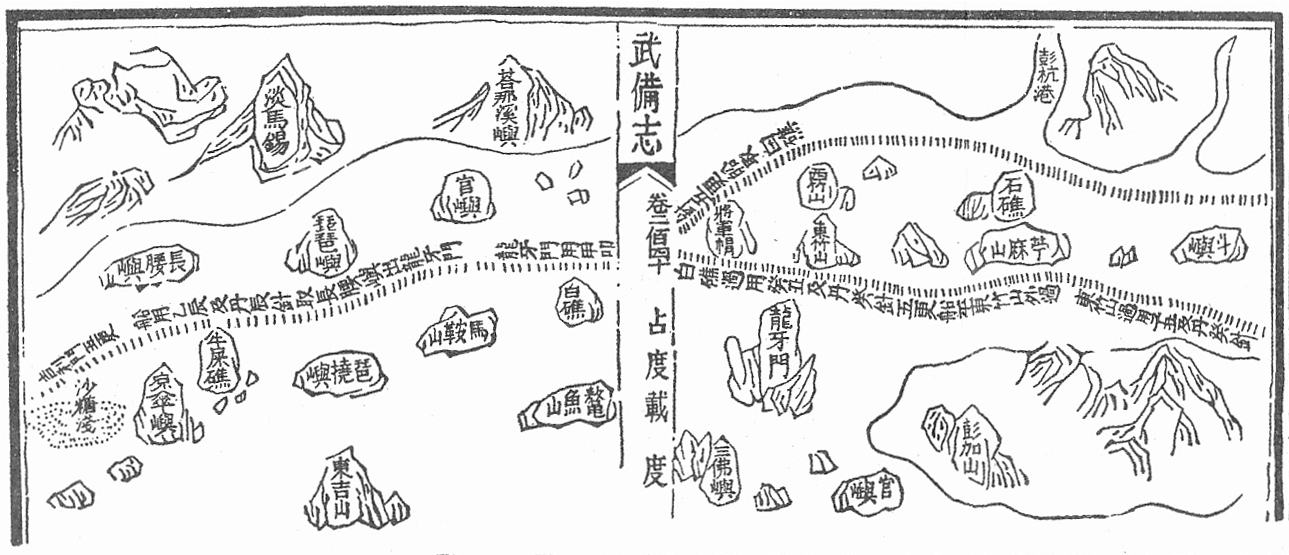
Čínská mapa Singapuru z 15. století

Malajské literární dílo Sejarah Melayu líčí, jak ostrov přišel ke svému jménu. Vypráví legendu o šrívidžajském princi jménem Sang Nila Utama, který přistál na ostrově někdy ve 13. století. Uviděl prý lva a ostrovu dal jméno Singapura, což v sanskrtu znamená „lví město“. Za první historicky hodnověrný pramen ovšem odborníci považují až zprávu čínského (jüanského) cestovatele Wang Ta-jüana z roku 1330. Ten přistál pravděpodobně v dnešním kanálu Keppel Harbour oddělujícím ostrov Singapur od ostrovů Pulau Brani a Sentosa. Cestovatel si zapsal, že v malém přístavu na ostrově žijí Číňané i Malajci. Toto etnické složení tedy bylo pro Singapur typické od starověku (časem převážili Číňané).
Na počátku 15. století přístav zřejmě ovládali Siamci. Roku 1414 našel v Singapuru útočiště poslední princ zhrouceného království Šrívidžaja a udělal načas z místa prosperující přístav. Nakonec se ale usadil v Malacce, kde jeho syn posléze založil Malacký sultanát, který poté ovládl i oblast Singapuru. Ten pak byl nejvýznamnějším přístavem celého sultanátu. V roce 1511 obsadili Malakku Portugalci. Jeden z malackých admirálů před nimi prchl do Singapuru a opevnil se zde. Pevnost nazval Johor Lama. V roce 1587 však tuto pevnost dobyli a zcela zničili portugalští lupiči. Zpráva o zničení Johor Lamy je poslední zmínkou o Singapuru v historických pramenech na dlouhých 200 let. Podle všeho byla po portugalském vpádu oblast zcela nevýznamná a na místě kdysi prosperujícího přístavu byla jen malá rybářská osada.

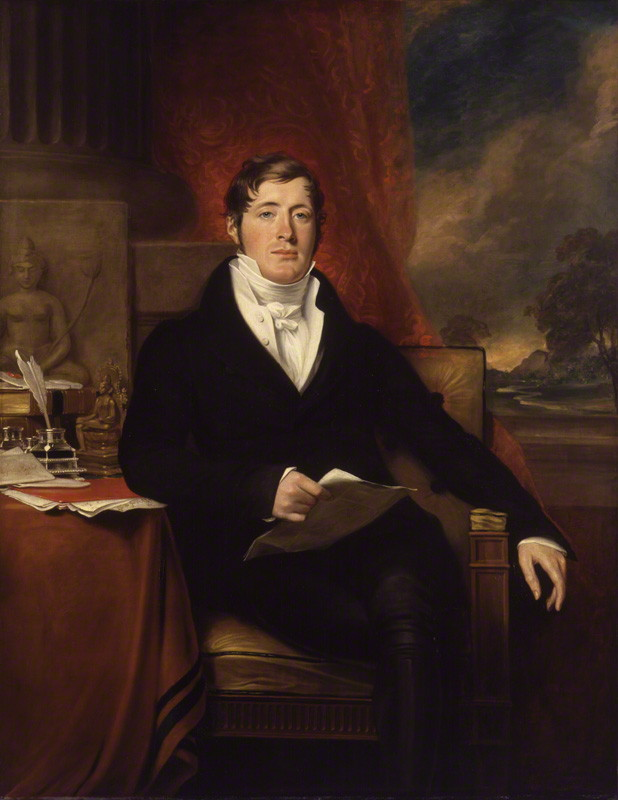
Thomas Stamford Raffles

V roce 1818 byl Thomas Stamford Raffles z Britské východoindické společnosti jmenován guvernérem Bengkulu (na Sumatře, v dnešní Indonésii). Povšiml si, že ostrov Singapur leží na obchodní trase, kterou Britové z Číny vozili čaj a do Číny opium. Doposud využívali Britové v oblasti nizozemské přístavy, kde platili značné poplatky. Raffles roku 1819 vytipoval Singapur jako ideální místo pro vlastní britský přístav v oblasti. Smlouva o odkupu přístavu (formálně náležejícímu Johorskému sultanátu, který ho ovšem nevyužíval), byla podepsána 16. února 1819, toto datum je obvykle považováno za datum vzniku moderního Singapuru.
Následoval rychlý růst. V roce 1819 měl Singapur 1000 obyvatel, za tři roky to bylo již pětkrát tolik. V roce 1825 byla populace odhadnuta už na 10 000 osob a v tomto roce Singapur také objemem obchodu a počtem přijatých lodí překonal tradiční malajský přístav Penang. Britové brzy odkoupili celý ostrov a učinili ho součástí správní jednotky Průlivové osady. V roce 1867 se Průlivové osady staly majetkem britské koruny jako tzv. korunní kolonie. Britové nechali přístav otevřeným, zatímco Nizozemci v Batávii (Jakartě) i Španělé v Manile stále archaickým způsobem vybírali přístavní poplatky. Do Singapuru se tak hrnuli čínští, ale i indičtí či malajští obchodníci. V roce 1880 Singapurem prošlo rekordních 1,5 milionu tun zboží. Daní za to byl rozvoj hazardu, prostituce a zločineckých bratrstev.

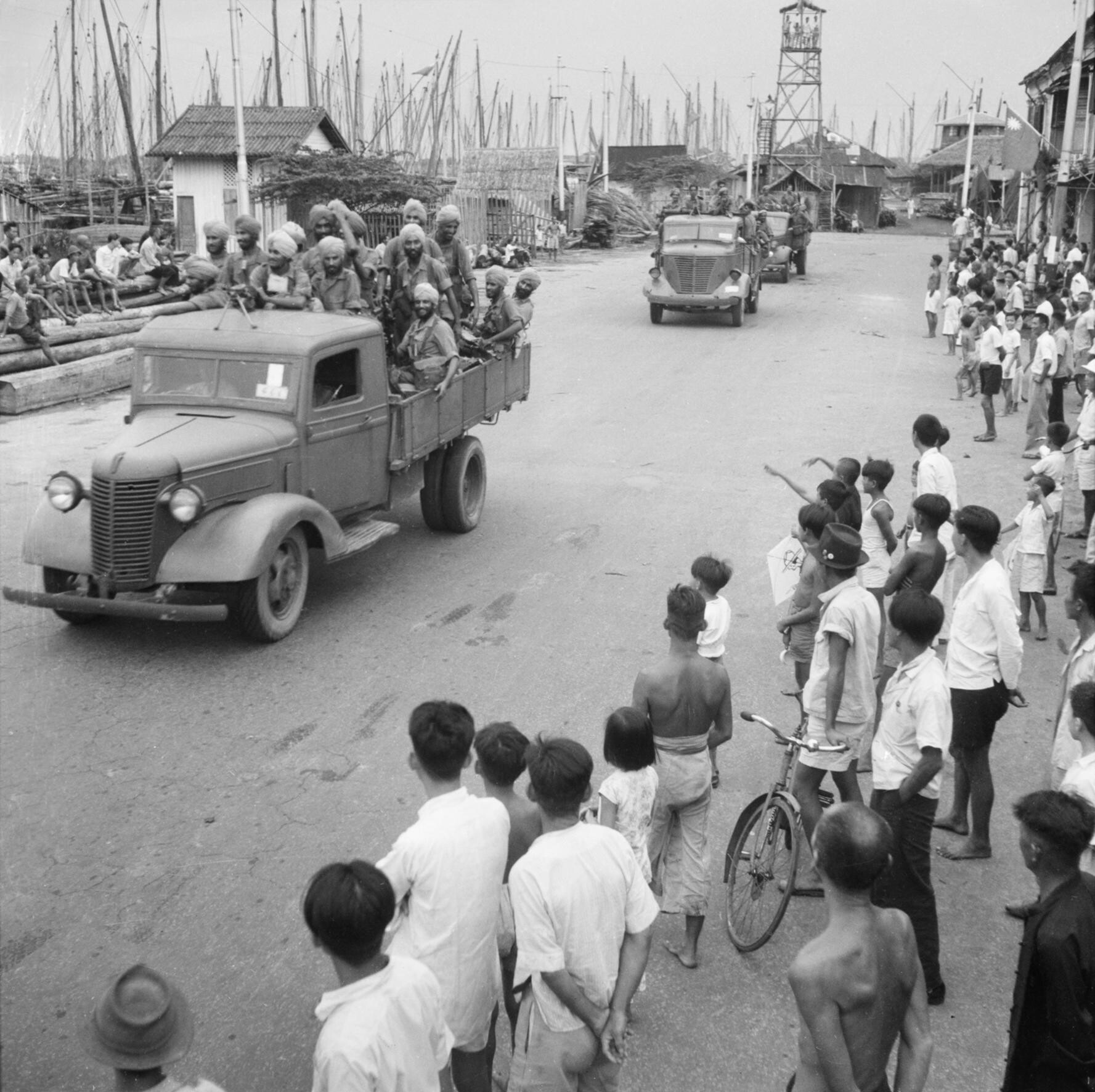
Britové (Indové) se vracejí na Singapur v roce 1945

Mezi světovými válkami Britové začali s obavami sledovat růst japonského nacionalismu a militarismu. Ze Singapuru se rozhodli udělat základnu pro případný konflikt s Japonci. Winston Churchill přístav označil za „Gibraltar východu“. Ten byl však Japonci několik měsíců po vypuknutí války (tj. od začátku zapojení Japonska do 2.světové války 7. prosince 1941) nečekaně snadno dobyt. Kapitulace Singapuru učinila válečnými zajatci 130 000 vojáků – singapurských Číňanů a Malajců, ale i Indů, Australanů a Britů. Mnoho z nich prožilo peklo v japonských zajateckých a pracovních táborech. Okupovaný Singapur Japonci přejmenovali na Šónan-tó (昭南島). Okupace trvala až do roku 1945. Protože většina obyvatel byli etničtí Číňané, patřil singapurský okupační režim k nejtvrdším. Na konci 2.světové války (srpen-2. září 1945) získali přístav opět Britové, jejich autorita však již byla mezi místním obyvatelstvem otřesená a politické elity počaly usilovat o vysokou míru autonomie.[zdroj?]

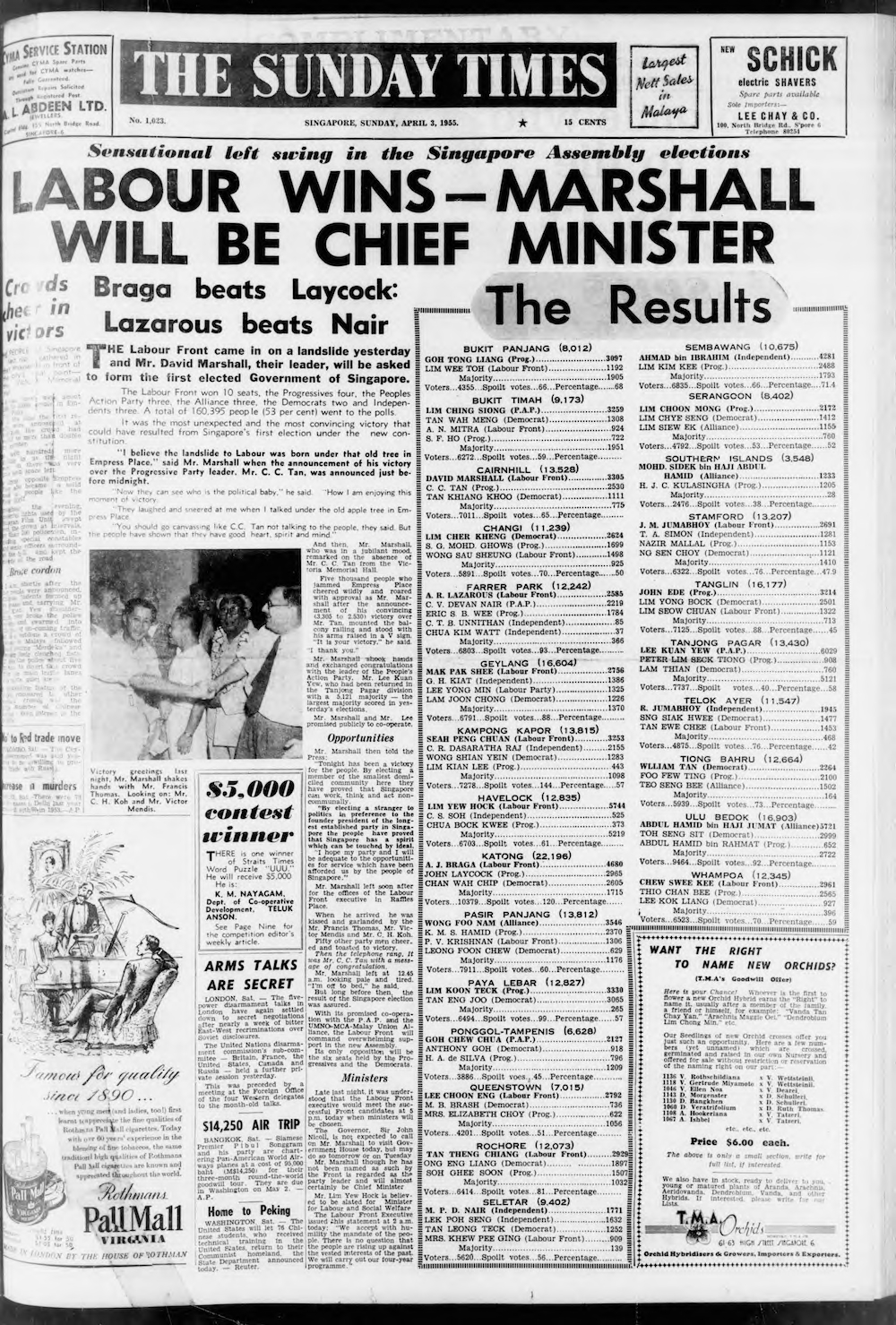
Britský tisk informuje o Marshallově nástupu

V roce 1955 se v Singapuru uskutečnily první volby, které měly skutečně demokratické parametry. Premiérem se stal rodilý Singapurec David Marshall. Čelil ovšem mnoha problémům. Mimořádně silné odborové hnutí paralyzovalo zemi četnými stávkami a nepokoji. Roku 1956 Marshall v Londýně vedl jednání s britskou vládou. Očekávalo se, že výsledkem bude nezávislost, ale místo toho od Britů čelil kritice – rozvrácené zemi nezávislost neudělí, doslechl se. Vzápětí rezignoval. Nahradil ho Lim Yew Hock. Ten proti odborům a jiným levicovým skupinám tvrdě zasáhl. To Britové ocenili a roku 1957 skutečně přislíbili plnou samosprávu, žádali jen kontrolu nad obrannou a zahraniční politikou. V roce 1958 zákon samostatnost udělující prošel britským parlamentem. Měla být vyhlášena roku 1959.

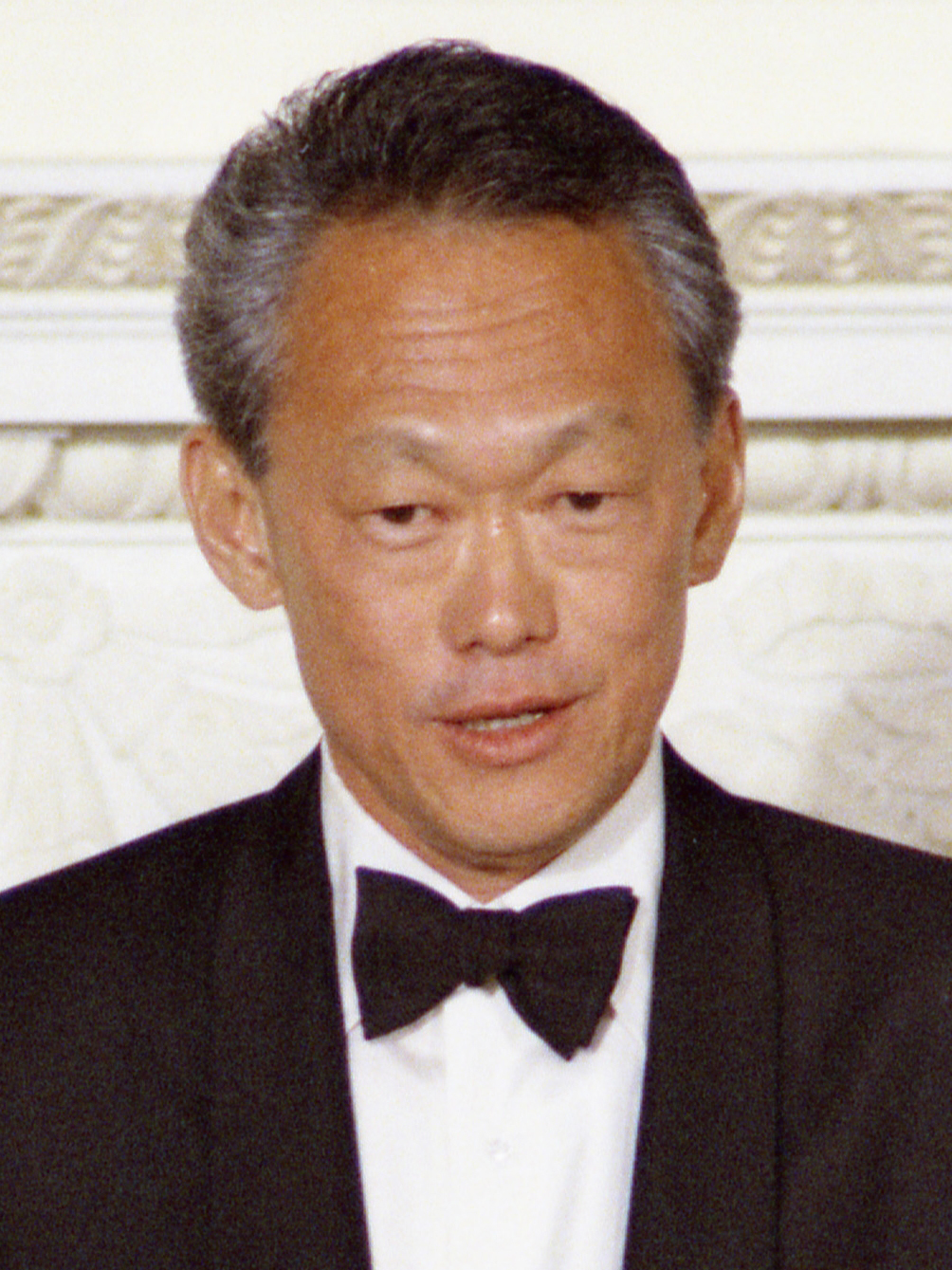
Li Kuang-jao v roce 1975

Ve volbách toho roku ovšem zvítězila Lidová akční strana a premiérem se stal mladý právník Li Kuang-jao. Ten se na rozdíl od svých předchůdců domníval, že samostatnost není pro Singapur ideálním řešením. Snil spíše o zapojení země do rodící se nezávislé Malajsijské federace. Svou vůli prosadil. 16. září 1963 byla nezávislá Malajsie vyhlášena a Singapur se stal její součástí. V Malajsii samotné zisk perspektivního Singapuru však nevyvolával žádné nadšení. Malajsie totiž čelila obrovskému etnickému problému, který spočíval ve velmi silné čínské menšině, která tvořila takřka polovinu obyvatelstva. Singapur byl přitom etnicky čínský, což čínský etnický prvek v Malajsii ještě zesilovalo. Malajsijská vláda přijala řadu opatření, která měla zajistit malajský charakter státu – v praxi to znamenalo diskriminaci etnických Číňanů. Li Kuang-jao se stal hlavním mluvčím nespokojených Číňanů v celé zemi. V Malajsii napětí rostlo a přerostlo i v pogromy čínského obyvatelstva. Malajsijský premiér Tunku Abdul Rahman v ten moment učinil překvapivý krok – vyloučil Singapur z Malajsijské federace. Sliboval si od toho zlepšení etnického poměru Malajců a Číňanů v celém státě i zbavení se nejhlasitějšího kritika vlády. Singapur tak byl de facto dotlačen k nezávislosti. Ač to Li Kuang-jao původně nezamýšlel, vyhlásil 9. srpna 1965 nezávislou republiku.

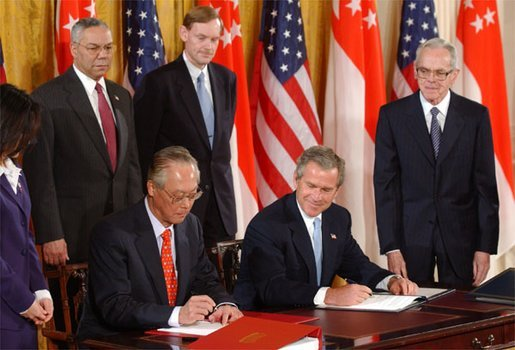
Goh Chok Tong podepisuje Georgem Bushem ml. dohodu o volném obchodu

Li Kuang-jao váhal s tímto krokem i proto, že se obával invaze Indonésie. Ta podle všeho reálně hrozila. Li se nejprve dohodl na garanci bezpečnosti s Brity. Nicméně je nenásledoval v jejich bojích studené války a zapojil se roku 1970 do hnutí nezúčastněných zemí, které se snažily zůstat mimo dva znepřátelené bloky studené války, což Brity rozlítilo a roku 1971 všechny své vojenské síly ze Singapuru stáhli. Li Kuang-jao našel řešení v tajné spolupráci s Izraelem. Za pomoci izraelského vojenského průmyslu Singapur vybudoval velice efektivní armádu, která odstrašuje velké státy v oblasti od apetitu na malý bohatý Singapur dodnes.
Bohatství se znásobilo zejména v 70. a 80. letech. Metody vyzkoušené Li Kuang-jaoem již na začátku 60. let v experimentální průmyslové zóně v Jurongu byly tehdy aplikovány na celou zemi. Také prosazování angličtiny jako hovorového jazyka podnítilo rozvoj obchodu. Singapuru vyšla i sázka na tištěné spoje jako perspektivní průmyslové odvětví. Singapur se tak stal nejdynamičtějším z tzv. asijských ekonomických tygrů. Politický režim si Li ponechal neliberální a autoritářský, jakkoli od poloviny 80. let svůj režim pod tlakem mezinárodní kritiky uvolňoval. Změny byly posíleny po příchodu jeho nástupce Goh Chok Tonga na počátku 90. let. Role opozice v politickém systému je však dosud marginální, drtivou většinu moci stále drží strana založená otcem zakladatelem Singapuru, Li Kuang-jaoem.

## Státní symboly

### Vlajka
Singapurská vlajka je tvořena listem o poměru stran 2:3 se dvěma vodorovnými pruhy, červeným a bílým. V horním rohu se nachází bílý srpek měsíce a pět bílých hvězd uspořádaných do kruhu. Poprvé byla rozvinuta na schodech radnice 3. prosince 1959. Světu byla představena v roce 1965 na půdě OSN po vyhlášení nezávislosti.

### Znak
Singapurský státní znak je tvořen červeným štítem, na kterém je bílý půlměsíc, nad nímž se nachází pětice bílých hvězd uspořádaných do kruhu. Štít podpírá dvojice štítonošů stojících na dvojici rýžových stébel. Štítonošem stojícím heraldicky vpravo je lev, vlevo pak tygr malajský. Pod rýžovými stébly se nachází modrá stuha se zlatým nápisem v malajštině MAJULAH SINGAPURA (česky Kupředu, Singapure, název singapurské hymny).[zdroj?]

### Hymna
Singapurská hymna je píseň Majulah Singapura. Slova napsal a hudbu složil Zubir Said v roce 1958. Hymna se zpívá pouze v malajštině, pro mnoho Singapurců je text hymny to jediné, co v malajštině umějí a často pouze foneticky „odříkávají” text, aniž by mu rozuměli.[zdroj?]

## Geografie

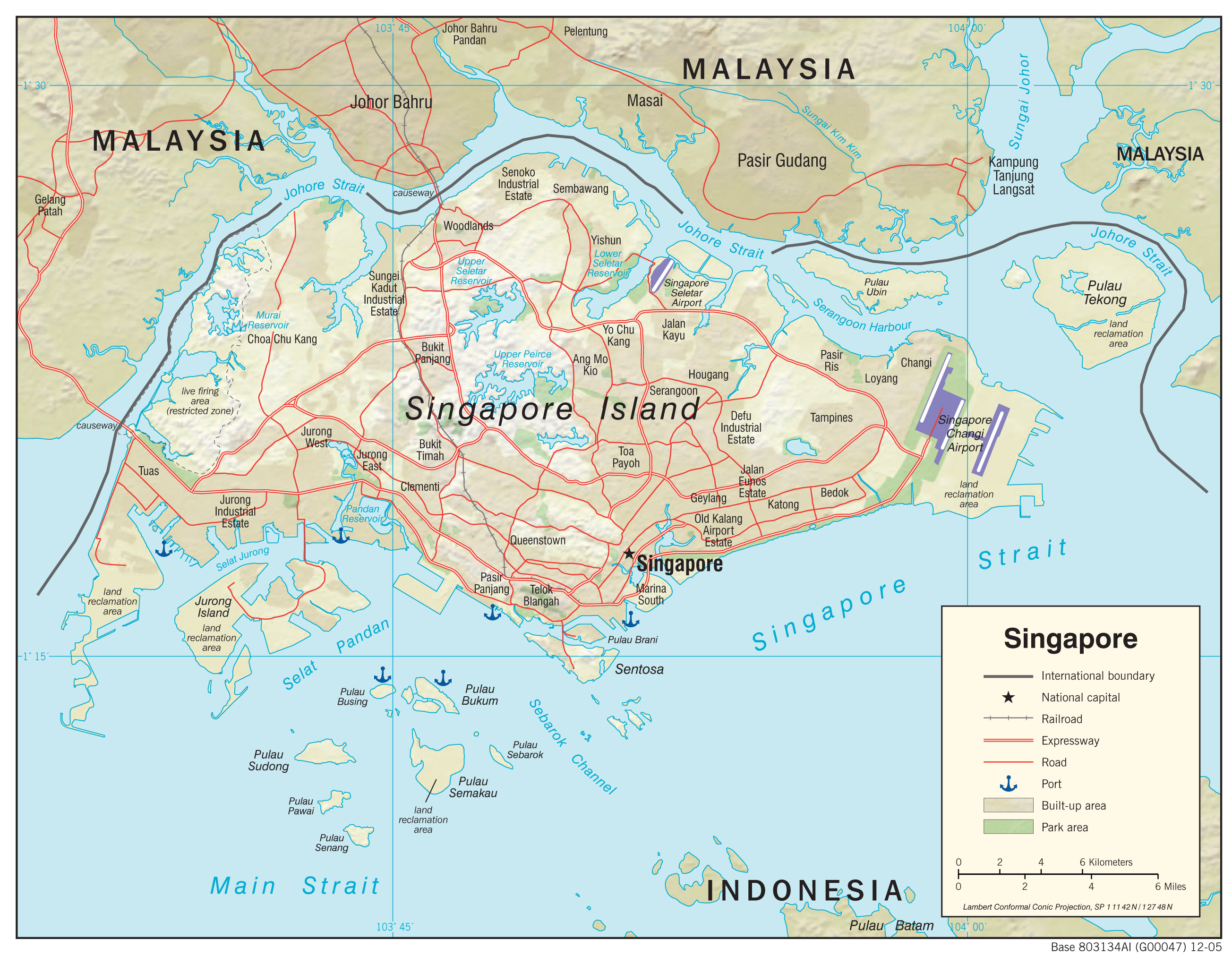
Topografická mapa Singapuru

Singapur je městský stát a ostrovní země v přímořské jihovýchodní Asii, která se nachází na konci Malajského poloostrova mezi Malajsií a Indonésií a Malackým průlivem a Jihočínským mořem. Je značně kompaktní a urbanizovaný. Ke konci roku 2024 má Singapur celkovou rozlohu přibližně 735,7 km², od Indonésie je oddělen Singapurským průlivem a od Malajsie Johorským průlivem. Geograficky se Singapur skládá z pevniny a dalších ostrovů. Singapurská pevnina měří od východu na západ 50 kilometrů a od severu na jih 27 kilometrů, pobřeží měří 193 kilometrů. Tyto údaje vycházejí z hranic katastrálního území při výšce vysoké vody cca 2,5 m.  Má výlučnou ekonomickou zónu o rozloze 1067 km².

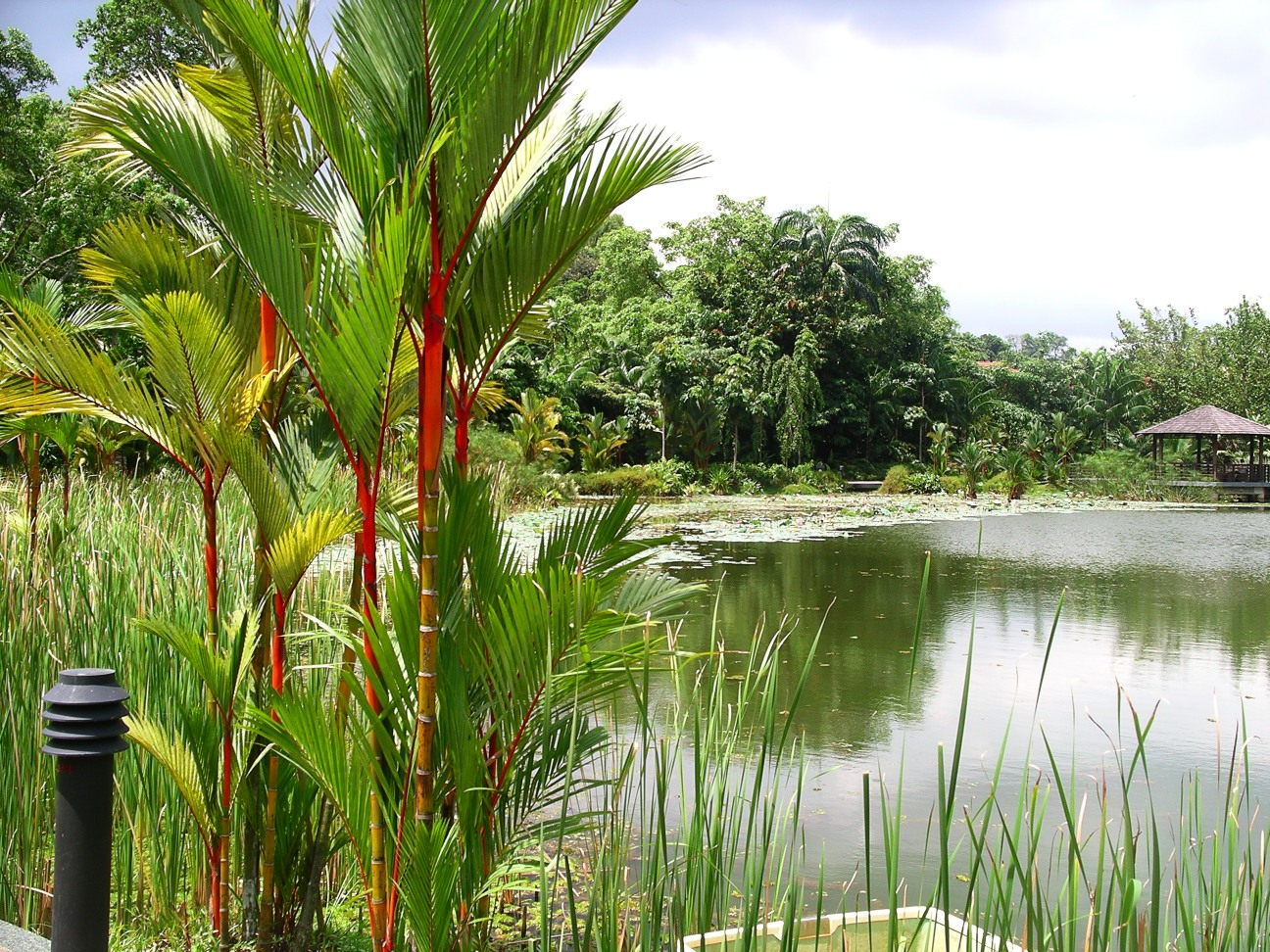
Singapurská botanická zahrada

Singapur se skládá ze 63 ostrovů, včetně hlavního ostrova Pulau Ujong (označováný také jako ostrov Singapur). Ten je oddělen od Malajského poloostrova úzkým Johorským průlivem. Existují dvě hráze, které ostrov s poloostrovem spojují. Ostrov je mírně zvlněný a má uprostřed kopec Bukit Timah, dosahující výšky 163,63 m n. m. To je nejvyšší bod celého Singapuru. Největšími z vedlejších singapurských ostrovů jsou Jurong, Pulau Tekong, Pulau Ubin a Sentosa. Za časů britské nadvlády patřily k Singapuru i Vánoční ostrov a Kokosové ostrovy, avšak v roce 1957 byly předány Austrálii.[zdroj?]
Mnohé singapurské ostrovy jsou rozšiřovány tím, že je okolní moře zasypáváno pískem. Od roku 1965 do roku 2024 se zvětšila rozloha Singapuru z 580 km² na 736 km² což představuje nárůst o přibližně 27 %.  Typ písku používaný při těchto rekultivacích je specifický, nachází se spíše v řekách, písek z pouští naopak použít nelze, proto je tento typ písku velmi vzácný a velmi žádaný. Singapur ho musí dovážet, v roce 2010 to bylo téměř 15 milionů tun. Poptávka je taková, že Indonésie, Malajsie a Vietnam v posledních letech omezily nebo úplně zakázaly vývoz tohoto písku do Singapuru. Výsledkem je, že Singapur v roce 2016 změnil vysoušecí techniku, vytvoří nejprve hráze, které část moře oddělí, a poté vodu z této oblasti odčerpá. Singapur se nicméně obává, že současná změna klimatu a eventuálně stoupající hladina moří v příštích desetiletích by mohly jeho nízko položené pobřeží ohrozit. Odhaduje, že bude muset v průběhu příštího století vynaložit 100 miliard dolarů na řešení tohoto problému. Využít k tomu chce uhlíkovou daň, kterou jako první země v jihovýchodní Asii vybírá.
V Singapuru panuje tropické rovníkové podnebí, velmi teplé a deštivé po celý rok. Monzuny přinášejí velké množství srážek. Toto podnebí je vhodné pro pěstování některých druhů rostliny durian. Tato rostlina se nesmí v Singapuru kvůli pověstnému zápachu vnášet do vládních budov a metra. V Singapuru nelze odlišit roční období, počasí je poměrně konstantní. Teploty se obvykle pohybují od 23 do 32 °C.
Masivní urbanizace Singapuru vedla k tomu, že země ztratila 95 % svých historických lesů. Nyní se více než polovina přirozeně se vyskytující fauny a flóry v Singapuru nachází v přírodních rezervacích, jako je přírodní rezervace Bukit Timah nebo mokřadní rezervace Sungei Buloh. Ty však tvoří pouze 0,25 % rozlohy Singapuru. V roce 1967 představila vláda v rámci boje proti tomuto poklesu přírodního prostoru program Singapuru jako „zahradního města“. Téměř 10 % singapurské půdy bylo vyčleněno pro parky a zahrady. Mezi nejznámější zahrady v Singapuru patří Singapurská botanická zahrada, 161 let stará tropická zahrada a první singapurská položka na seznamu světového dědictví UNESCO. Jde o jednu ze tří zahrad na světě, které se do seznamu dostaly.

## Politika

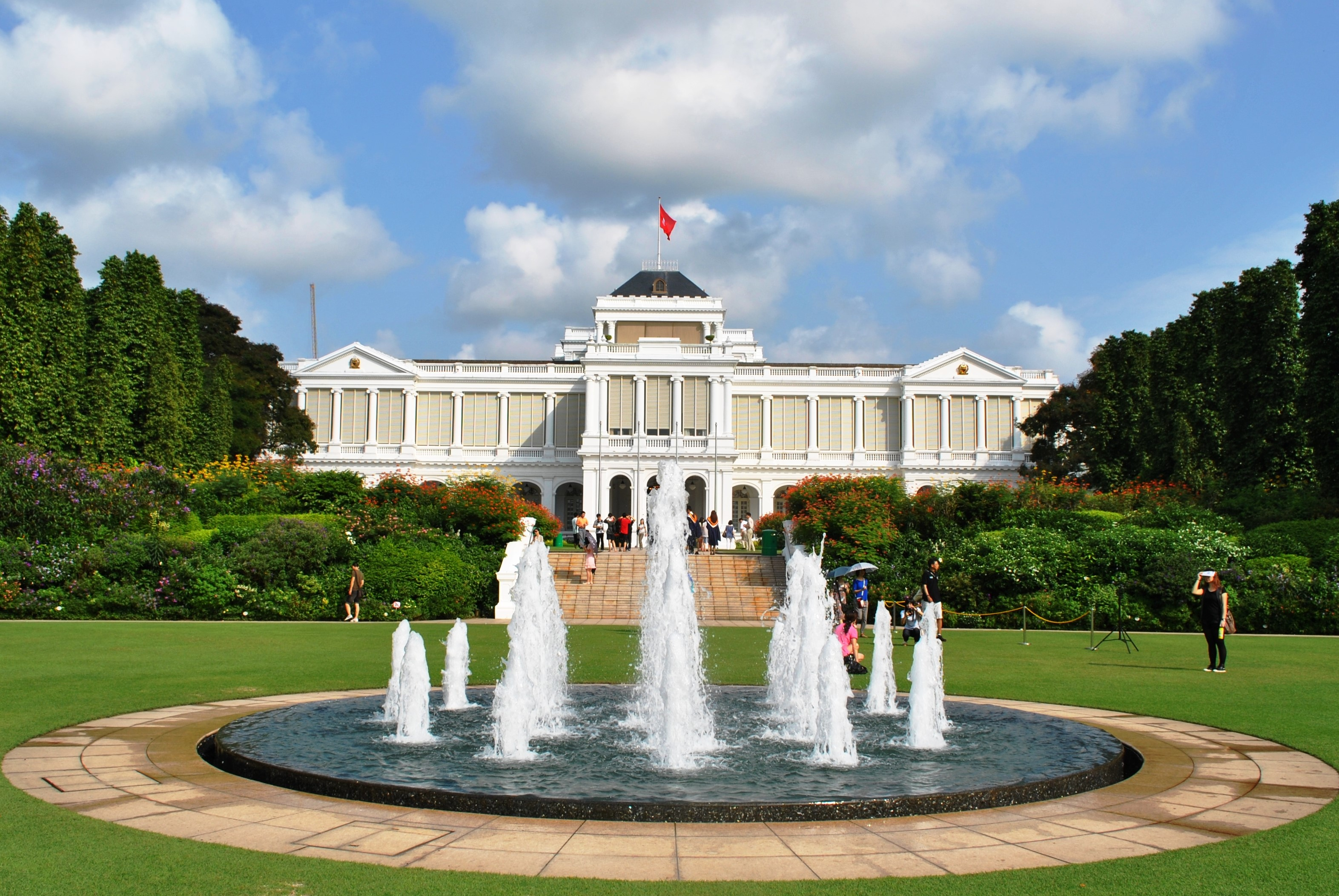
Istana je oficiálním sídlem a kanceláří prezidenta, stejně jako pracovnou předsedy vlády.

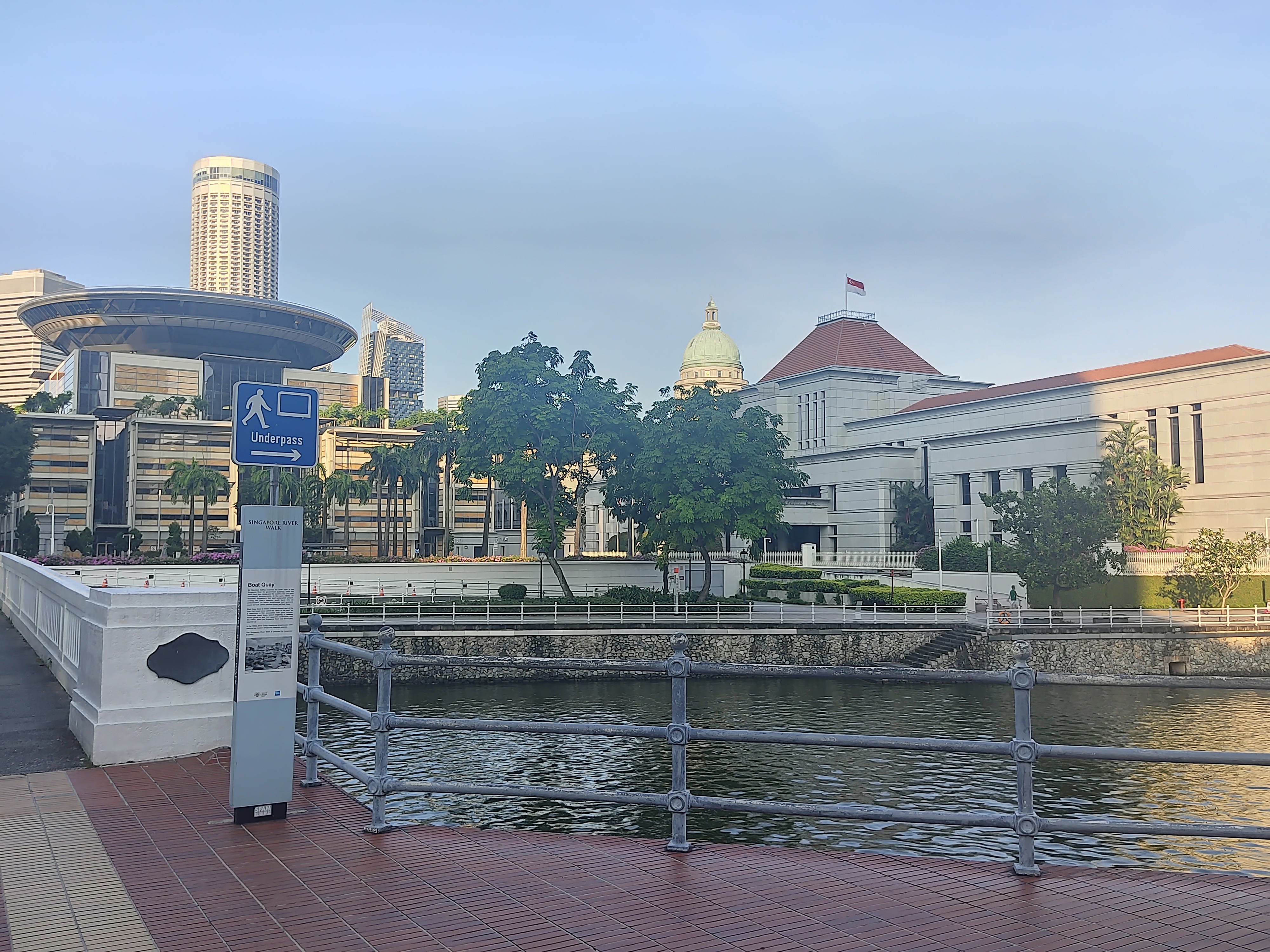
Nejvyšší soud (vlevo) a budova parlamentu (vpravo), kde zasedá singapurský parlament

Singapur je parlamentní zastupitelská demokratická republika, jejíž hlavou státu je prezident, v čele vlády stojí singapurský premiér a v níž vládne systém více politických stran. Výkonnou moc vykonává z parlamentu Kabinet a v menší míře prezident. Kabinet má celkové vedení a kontrolu vlády a je odpovědný parlamentu. Existují tři oddělené složky moci: zákonodárná, výkonná a soudní, které se podobají westminsterskému systému.
Zákonodárná moc náleží jak vládě, tak singapurskému parlamentu. Zákonodárnou mocí je parlament, který se skládá z prezidenta v čele a jediné komory, jejíž členové jsou voleni lidovým hlasováním. Úloha prezidenta jako hlavy státu je historicky převážně ceremoniální, ačkoli v roce 1991 byla ústava změněna tak, že prezidentovi byla přiznána určitá práva veta v několika klíčových rozhodnutích, jako je použití státních rezerv a jmenování klíčových postů v soudnictví, státní správě a Singapurských ozbrojených silách (SAF). Vykonává také pravomoci v oblasti jmenování do státní služby a v záležitostech národní bezpečnosti.[zdroj?]
Od roku 1959 vládne v Singapuru Lidová akční strana (PAP), v důsledku čehož je Singapur označován za stát de facto jedné strany pod vedením PAP. V posledních parlamentních volbách, které se konaly v roce 2025, získala PAP 87 z 97 křesel a 65,57 % hlasů voličů, což znamená, že PAP dosáhla 16. vládního mandátu v řadě. Dlouhodobá kontrola PAP má za následek omezený politický pluralismus a vysoce centralizovanou strukturu řízení národních institucí.[zdroj?]

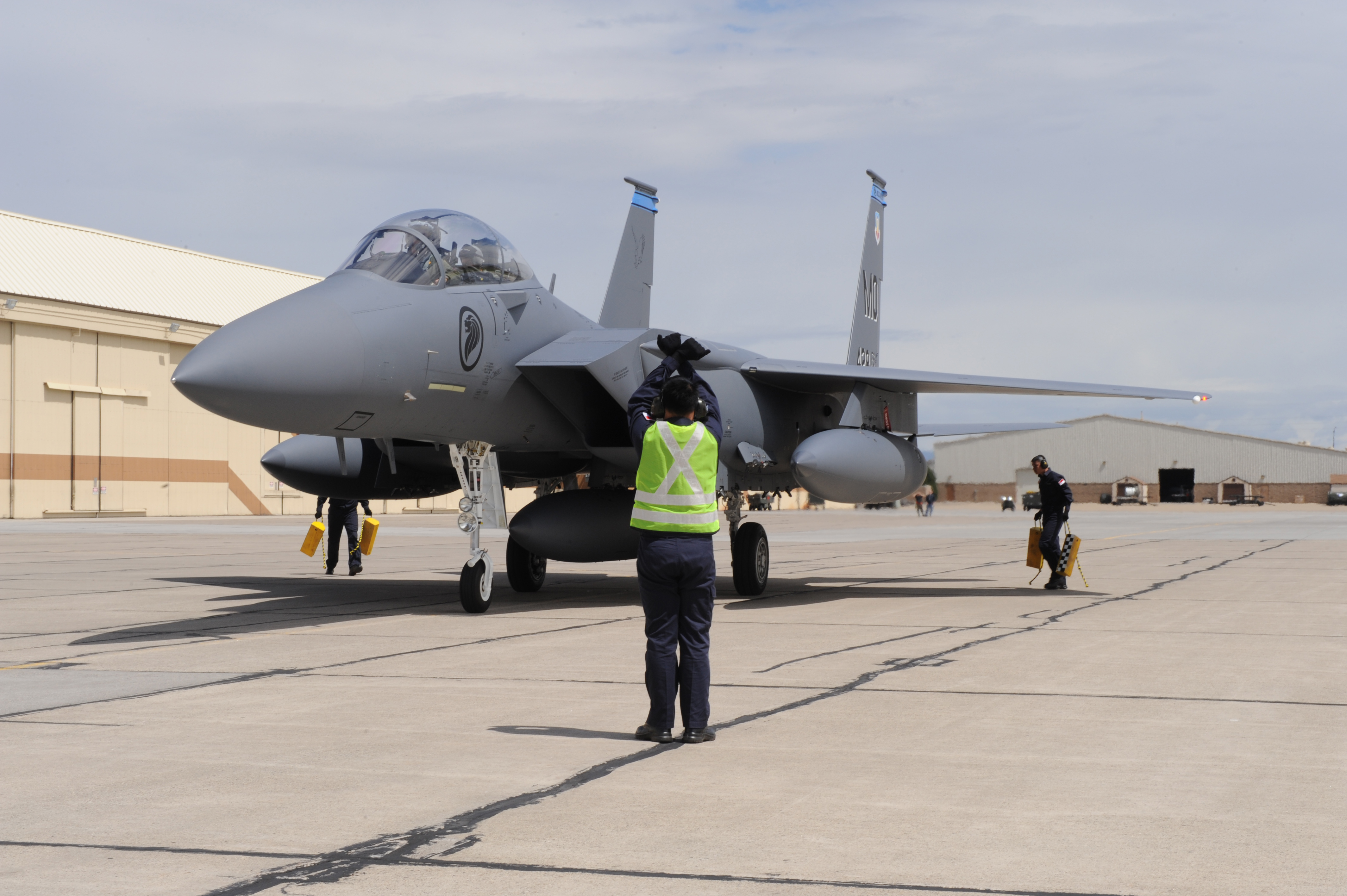
Singapurská F-15SG Strike Eagle na základně Mountain Home

### Armáda
Singapur má armádu čítající přes 50 000 vojáků. Náklady na ozbrojené síly činí 3,7 % státního rozpočtu a v přepočtu na hlavu jsou 4. nejvyšší na světě. Singapur investuje do zbrojení více než jeho mnohem lidnatější sousedé Malajsie a Indonésie. Když se Singapur v roce 1965 oddělil od Malajsie, požádal o spolupráci Izrael, se kterým sdílel v té době podobnou situaci jako neuznaný stát obklopený státy s převážně muslimským obyvatelstvem. Izrael Singapuru poskytl vojenskou pomoc. Vzhledem ke své relativně malé rozloze spoléhá ve své bezpečnostní koncepci především na odstrašení a případný preventivní úder na území protivníka s cílem vyhnout se boji přímo v Singapuru, kde by byly možnosti obrany velmi omezené.[zdroj?]

### Zahraniční politika

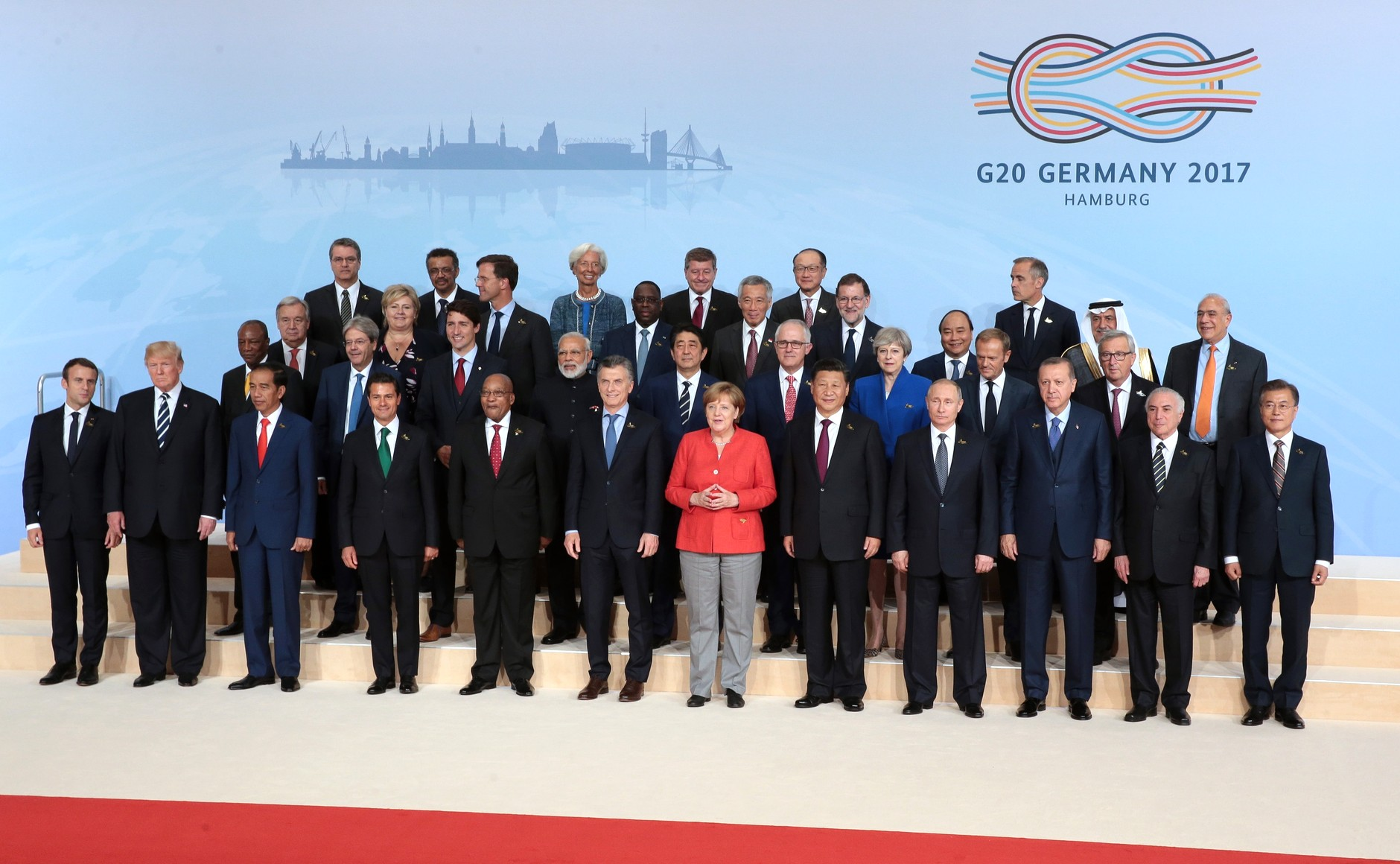
Zasedání G20 v roce 2017, na nějž byl pozván i singapurský premiér Lee Hsien Loong

Ačkoli Singpaur není členem G20, od roku 2010 je často zván na jednání tohoto klubu nejmocnějších zemí jako host. Singapur byl jedním z pěti zakladatelů bloku ASEAN, byť s některými členy se Singapur již několikrát ocitl v konfliktu (zejm. s Malajsií a Indonésií). Singapur je také zakládajícím členem Fóra malých států při OSN (malé státy jsou ovšem definovány méně než desetimilionovou populací, jde tedy o poměrně širokou platformu). Je také členem Hnutí nezúčastněných zemí a Commonwealthu. Značně blízké vazby má Singapur s Brunejí, obě země mají dohodu, díky níž jsou brunejský i singapurský dolar zákonným platidlem v obou zemích. Vzhledem k tomu, že Singapur má jako jedna z mála zemí nekonfliktní vztahy jak se Spojenými státy, tak se Severní Koreou, hostil v červnu 2018 historickou schůzku amerického prezidenta Donalda Trumpa se severokorejským vůdcem Kim Čong-unem. Šlo o vůbec první setkání mezi vůdci obou zemí. V roce 2015 silné diplomatické postavení Singapuru umožnilo hostit podobný průlomový summit, setkání čínského a tchaj-wanského prezidenta, první od konce čínské občanské války v roce 1950.

### Lidská práva

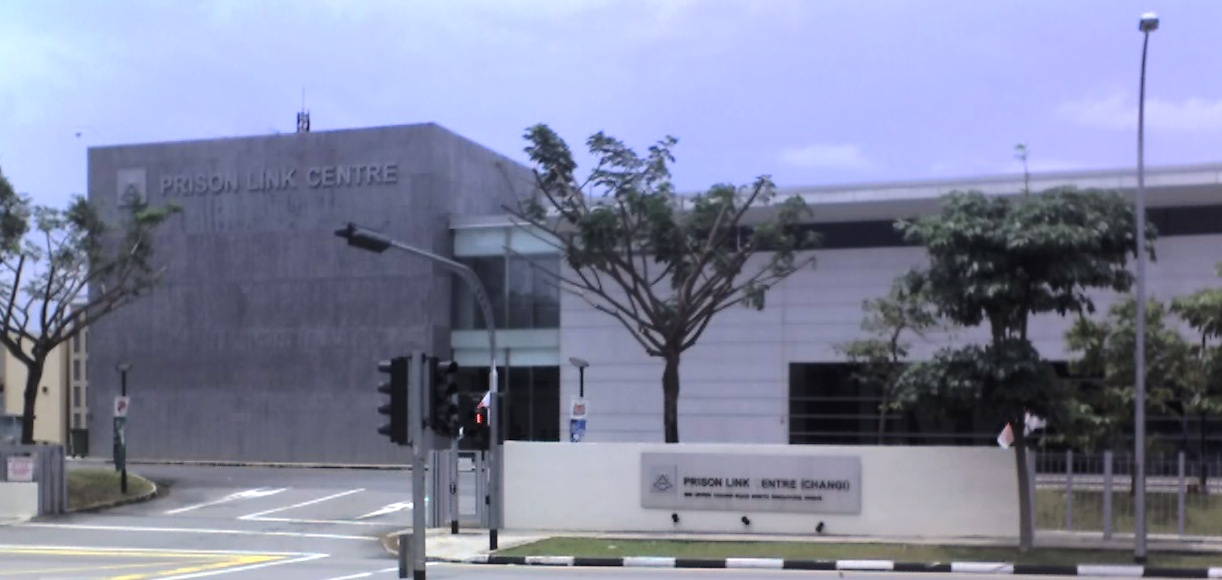
Věznice Changi, kde se nachází singapurská cela smrti

Singapur je jednou ze čtyř zemí v rozvinutém světě, které si zachovaly trest smrti (spolu se Spojenými státy, Japonskem a Tchaj-wanem). Zejména jeho aplikace v boji proti obchodníkům s drogami vedla ke kritice organizací jako Amnesty International a Human Rights Watch. Singapurská vláda na kritiku odpověděla tím, že o této praxi nemá žádné pochybnosti, a že je bezpečně dokázáno, že trest smrti působí odstrašujícím způsobem, a že je nutno přihlédnout i k tomu, kolik životů toto odstrašení zachrání. Statistiky kriminality této interpretaci nahrávají, například podle Světového indexu míru (který zohledňuje vnitřní i vnější bezpečnost) byl Singapur v roce 2024 pátou nejbezpečnější zemí světa.
Od roku 1938 do roku 2023 byly sexuální vztahy mezi muži nezákonné (nikoli mezi ženami). Již delší čas však byl zákon 377A, o nějž se zákaz opíral, nevymáhán a tlak na jeho zrušení se zvyšoval. V roce 2022 premiér Lee Hsien Loong oznámil, že Singapur tento zákon zruší, čímž fakticky dekriminalizuje homosexuální chování, dodal však, že manželství osob stejného pohlaví nebude možné. Lee to popsal jako kompromis mezi konzervativními a progresivními prvky singapurské společnosti, který má zabránit dalšímu jejímu štěpení. Zákon byl oficiálně zrušen 3. ledna 2023.
V singapurských nevěstincích jsou často zneužívány ženy ze sousedních zemí, jako je Čína, Malajsie a Vietnam. V reakci na to vláda v roce 2019 provedla změny Charty žen, které uzákonily přísnější tresty pro obchodníky s lidmi.

## Obyvatelstvo
K červnu 2024 měl Singapur 6,04 milionu obyvatel. Z těchto 6,04 milionu lidí je 4,18 milionu rezidentů, z toho 3,64 milionu (singapurských) občanů a 544 900 osob s trvalým pobytem. Zbývajících 1,86 milionu lidí (neboli 31 % obyvatel) žijících v Singapuru je klasifikováno jako nerezidenti, definovaní jako „zahraniční pracovní síla ve všech typech průkazů, závislé osoby a zahraniční studenti“. Hustota zalidnění přibližně 8000 osob/km2 z něj činí třetí druhý nejhustěji osídlený suverénní stát světa. 
Singapur je multirasová, multietnická a multikulturní asijská společnost. Mezi hlavní náboženství patří buddhismus, křesťanství, islám, taoismus a hinduismus. Ačkoli jsou Malajci uznáváni jako původní komunita, 76 % občanů a držitelů víz k trvalému pobytu tvoří etničtí Číňané, etničtí Malajci tvoří 15 % a Indové 8 %. Dohromady tyto tři největší etnické skupiny tvoří 98 % občanů, zbývajících 2 % tvoří příslušníci „jiných“ ras, což jsou z velké části Euroasijci. Navzdory dlouhodobému osídlení Singapuru je 31 % obyvatel vyloučeno ze statistik obyvatelstva jako nerezidenti. Oficiálně se na míšence často pohlíží jako na Singapurce rasy jejich otce. Rasová kategorizace, například v průkazu totožnosti, může však odrážet i obě etnika jejich rodičů.
Singapur má čtyři oficiální jazyky: angličtinu, malajštinu, mandarínštinu a tamilštinu. Malajština je symbolickým národním jazykem, zatímco angličtina je hlavním pracovním jazykem. Vzdělávání v Singapuru je dvojjazyčné, přičemž vyučovacím jazykem je angličtina. Studenti se také musí učit druhý jazyk, obvykle malajštinu, mandarínštinu nebo tamilštinu. Singlish, místní kreolština a přízvuk, se často používá v hovorové řeči mezi všemi původními rasami Singapuru.
Střední věk singapurských občanů v roce 2024 dosáhl 43,4 roku (trvalý růst od roku 2014, kdy dosahoval 40,4). Roční míra celkového přírůstku obyvatelstva pro rok 2024 (průměr za posledních 5 let) činila 1,1 %, celková míra porodnosti obyvatel Singapuru byla v roce 2023 0,97. Míra porodnosti singapurských Číňanů, Malajců a Indů byla 0,81, 1,65 a 0,95.
Náboženské složení oficiálních rezidentů v městě je velice pestré. Obyvatelé jsou z 31 % buddhisté, z 19 % křesťané, z 16 % muslimové, z 9 % taoisté a vyznavači čínského lidového náboženství z 19 % a z 5 % hinduisté. Celkem 20 % obyvatel jsou bez vyznání. Data o náboženském, stejně jako etnickém, složení ale nezahrnují nerezidenty.
| Etnikum | 1970 | 1980 | 1990 | 2000 | 2009 | 2024 |
| ------- | ---- | ---- | ---- | ---- | ---- | ---- |
| Číňané  | 77,0 | 78,3 | 77,7 | 76,8 | 74,2 | 75,6 |
| Malajci | 14,8 | 14,4 | 14,1 | 13,9 | 13,4 | 15,1 |
| Indové  | 7,0  | 6,3  | 7,1  | 7,9  | 9,2  | 7,6  |
| Ostatní | 1,2  | 1,0  | 1,1  | 1,4  | 3,2  | 1,7  |

Před rokem 2010 se každá osoba mohla registrovat jako člen pouze jednoho etnika. Od roku 2010 se lidé mohou hlásit k více etnikům, musí ale vybrat jedno primární a ne více než dvě.
Pro Singapur je typické, že lidé vlastní nemovitosti, 91 % rezidentských domácností vlastní nemovitost, ve kterých žijí. Kvůli nedostatku půdy však není typické, že by lidé žili v rodinných domech, naopak 78,7 % rezidentských domácností žije ve výškových bytových domech, které postavila vláda (přesněji Rada pro bydlení a rozvoj), a aby je v těchto domech udržela, je bydlení v nich značně dotováno.
Singapur má čtyři oficiální jazyky: angličtinu, malajštinu, mandarínštinu a tamilštinu. Podle sčítání lidu z roku 2020 48,3 % Singapurců mluví doma anglicky, 29,9 % mandarínsky. Asi 9 procent lidí doma mluví dalšími čínskými dialekty a malajsky. Malajština byla k oficiálním jazykům přidána v době připojení k Malajsii v roce 1963. Zůstala jím i po vyhlášení samostatnosti, aby její vyjmutí ze seznamu úředních jazyků nepůsobilo agresivně a nepřátelsky na sousedy, nicméně v běžném životě je dosti upozaděna a nijak se její užívání nepodporuje. Anglicky rozumí prakticky všichni obyvatelé. Singapurská ústava a všechny vládní právní předpisy jsou psány v angličtině a pokud je u singapurských soudů použit jiný jazyk než angličtina, jsou požadováni tlumočníci. To, že Singapur vsadil na angličtinu jako kulturní tmel, mu významně pomohlo stát se obchodní velmocí, neboť byznysmeni z celého světa, kteří užívají angličtinu jako globální esperanto či lingua franca, se díky tomu cítí v Singapuru velmi komfortně, užívání tlumočníků je prakticky zbytečné. Singapurci jsou v drtivé většině dvojjazyční, přičemž jejich prvním jazykem je obvykle angličtina. Singapurská angličtina je do značné míry založena na britské angličtině, vzhledem k postavení země jako bývalé britské kolonie. Formy angličtiny mluvené v Singapuru jsou však různorodější, častá je hovorová forma známá jako singlish. Vláda však tuto místní variantu angličtiny nepodporuje, tvrdí, že tato pokroucená "kreolština" Singapurce znevýhodňuje a ve školách se tak klade velký důraz na výuku standardní britské angličtiny. Ta je vyžadována i v médiích.[zdroj?]

### Vzdělání a věda

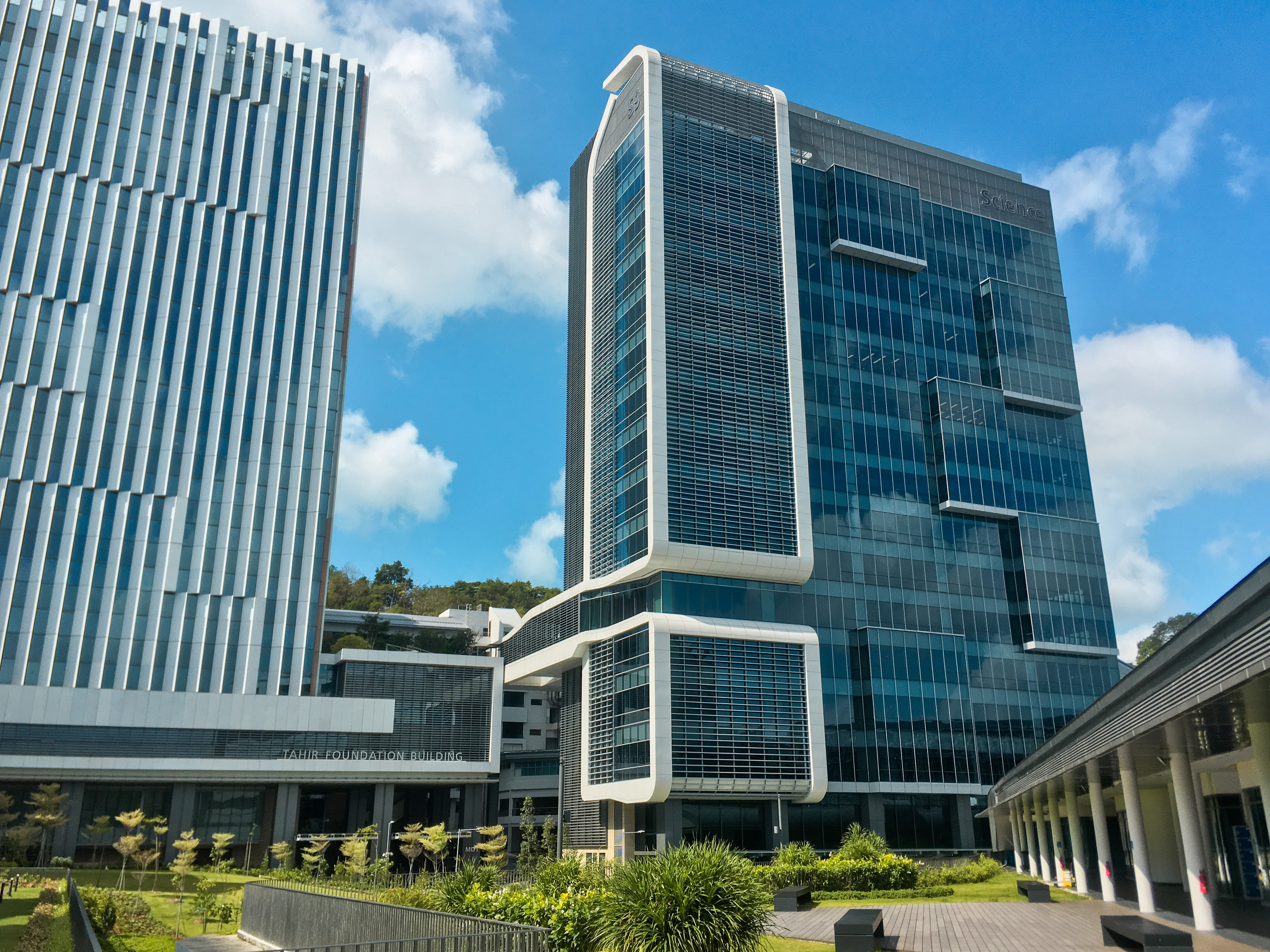
Fakulta vědy Národní univerzity Singapuru

Základním stavebním kamenem singapurské vědy jsou univerzity. V Šanghajském žebříčku, který tradičně hierarchizuje nejlepší vysoké školy na světě, měl Singapur (k roku 2021) dvě univerzity v první stovce - nejvyšší prestiž má Národní singapurská univerzita, která je vyhodnocena jako 75. nejlepší na světě. Jde o nejstarší univerzitu v Singapuru, založena byla roku 1905. Velmi úzce spolupracuje s americkými univerzitami, zejména s Yalem a Dukeovou univerzitou. Žebříček QS World University Rankings ji roku 2023 vyhodnotil dokonce jako 11. nejlepší univerzitu na světě a nejlepší v Asii. Pokrývá všechny přírodovědné, společenskovědní a umělecké obory. Od roku 2011 má nejen svůj campus, ale i celé univerzitní město. Podle QS World University Rankings 2025 jde o 8. nejkvalitnější vysokou školu na světě a nejkvalitnější v Asii. Vyučujícím jazykem na univerzitě je výhradně angličtina, což přispívá k jejímu úspěchu. 65 procent učitelů a zaměstnanců jsou cizí státní příslušníci, v zastoupení cizinců mezi pedagogy je škola třetí na světě. I podíl zahraničních studentů je vysoký - 36 procent.
Druhou nejkvalitnější školou v Singapuru má být Nanyang Technological University. Ta vznikla roku 1981. Známá je i svou unikátní architekturou, zejména budovou Hive (Úl), která byla dokončena roku 2015, a kterou navrhl Thomas Heatherwick.

## Ekonomika

Singapurský přístav, jeden z nejvytíženějších na světě

Singapur patří mezi nejvyspělejší ekonomiky světa, je finančním, obchodním a dopravním centrem světového významu. Společně s Hongkongem, Tchaj-wanem a Jižní Koreou tvoří čtveřici takzvaných asijských tygrů. Ekonomika země je vysoce závislá na vývozu. Největším obchodním partnerem Singapuru v roce 2024 byla Čína, Malajsie a Spojené státy americké. 
Pro singapurskou ekonomiku je typické, že je v ní uplatňována vysoká úloha státu, který vlastní zásadní podíly ve firmách tvořících asi až 60 % HDP, stát ale většinou není ve firmách zastoupen jako vlastník přímo, nýbrž prostřednictvím jiných entit, především investičních fondů. Státní investiční fond Temasek Holdings drží většinový podíl v mnoha velkých národních společnostech jako např. ST Engineering, Singapore Airlines, SingTel a MediaCorp.
Země se vyznačuje nízkou mírou nezaměstnanosti (kolem 2–3 %, v roce 2024 asi 2,1 %) a výjimečnou kvalitou života (výzkum od The Economist Inteligence Unit dokonce označil Singapur jako zemi s vůbec nejvyšší kvalitou života na planetě).
Singapur, i přes svoji vysokou ekonomickou vyspělost, vykazuje nebývale rychlé tempo růstu ekonomiky, které v roce 2006 činilo 7,9 % a v roce 2010 dokonce 14,7 %. Singapurská ekonomika se vyznačuje volným trhem, zároveň byla ohodnocena jako třetí nejméně zkorumpovaná na světě s nízkými daňovými sazbami (14,2 % hrubého domácího produktu). Singapur má třetí nejvyšší HDP na hlavu z hlediska parity kupní síly (PPP). Také singapurský poměr obchodu k HDP je jeden z nejvyšších na světě.
Singapurské banky jsou známy svou nabídkou špičkových podnikových bankovních účtů, čímž je město považované za jedno ze světových finančních center. Podle studie Global Financial Centres Index 2020 se Singapur ukázal jako šesté nejvíce konkurenceschopné finanční centrum na světě. Podle Human Rights Watch je Singapur neblaze proslulý hostováním bankovních účtů, které obsahují špinavě získané zisky zkorumpovaných vůdců a jejich spolupracovníků. Podle mnohých kritiků převzal žezlo "krále bankovního tajemství" od Švýcarska, které pod mezinárodním tlakem od striktního krytí všech majitelů účtů ustoupilo.
Singapur se snaží co nejvíce podporovat a rozvíjet svůj biotechnologický průmysl. Několik předních výrobců léčiv založilo své závody právě v Singapuru – např. GlaxoSmithKline (GSK), Pfizer a Merck & Co. V roce 2017 prvně zmíněný farmaceutický gigant GlaxoSmithKline přesunul své asijské ústředí do Singapuru. Farmaceutika nyní tvoří více než 8 % průmyslové výroby v zemi.

### Energetika

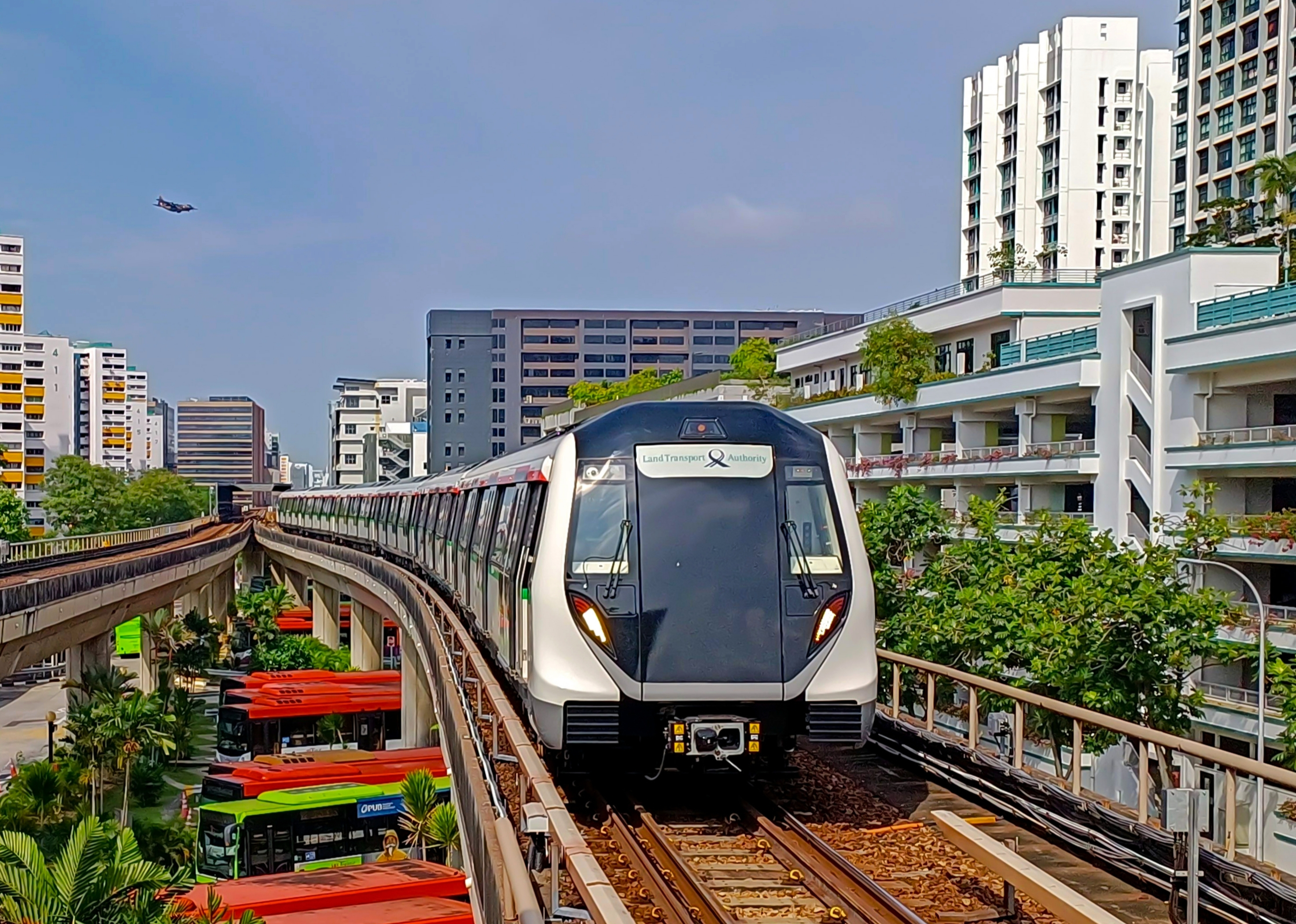
MRT

Singapur je nákladovým střediskem a předním centrem obchodování s ropou v Asii. Ropný průmysl tvoří 5 % HDP Singapuru a země je jedním ze tří největších exportních rafinérských center na světě. V roce 2007 vyvezl 68,1 milionu tun ropy. Ropný průmysl přispěl jak k podpoře chemického průmyslu, tak i k výrobě ropných a plynových zařízení. Singapur má 70 % světového trhu jak pro zvedací soupravy, tak pro přeměnu vykládacích jednotek Floating Production Storage. Ovládá také 20 % světového trhu s opravami lodí. V roce 2015 zaměstnal námořní a pobřežní průmysl téměř 79 000 pracovníků.[zdroj?]

### Doprava

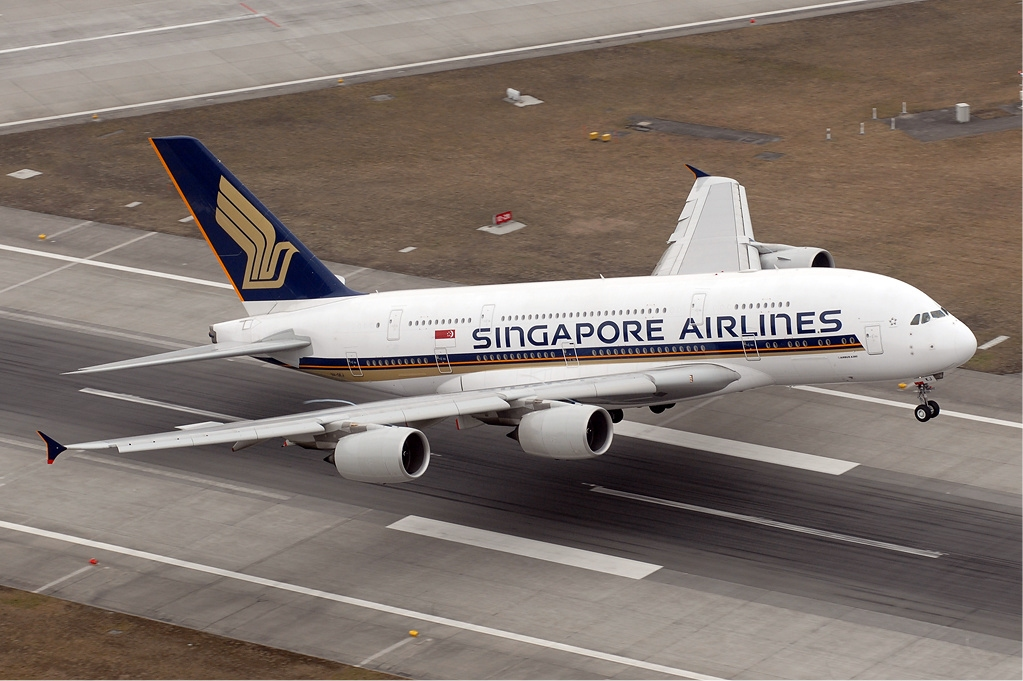
Airbus A380 společnosti Singapore Airlines

Singapur náleží mezi nejdůležitější dopravní uzly na planetě. Je druhým největším přístavem na světě. Hlavní Singapurské letiště Changi bylo v roce 2022 36. nejvytíženější letiště na světě s 32 miliony přepravených cestujících. Jako vlajková letecká společnost Singapuru působí Singapore Airlines ohodnocena Skytraxem jako nejlepší aerolinka roku 2023. V Singapuru existuje také systém metra. První linka byla otevřena v roce 1987, čímž se systém stal druhým nejstarším v jihovýchodní Asii. Síť se rychle rozrůstala, což byl výsledek snahy Singapuru o vybudování rozvinuté železniční sítě jako nosného systému městské hromadné dopravy. V roce 2019 systém přepravil denně 3,4 milionu cestujících. Metro má 187 stanic a délka sítě je 203 km se standardním rozchodem. MRT doplňuje síť regionální lehké železnice, která se napojuje na stanice metra.[zdroj?]
Mýtný systém zavedl Singapur pravděpodobně jako první na světě, a to již od roku 1975 formou vydávání licencí za vjezd do centra. S Malajsií je Singapur spojen 2 mosty.

## Kultura

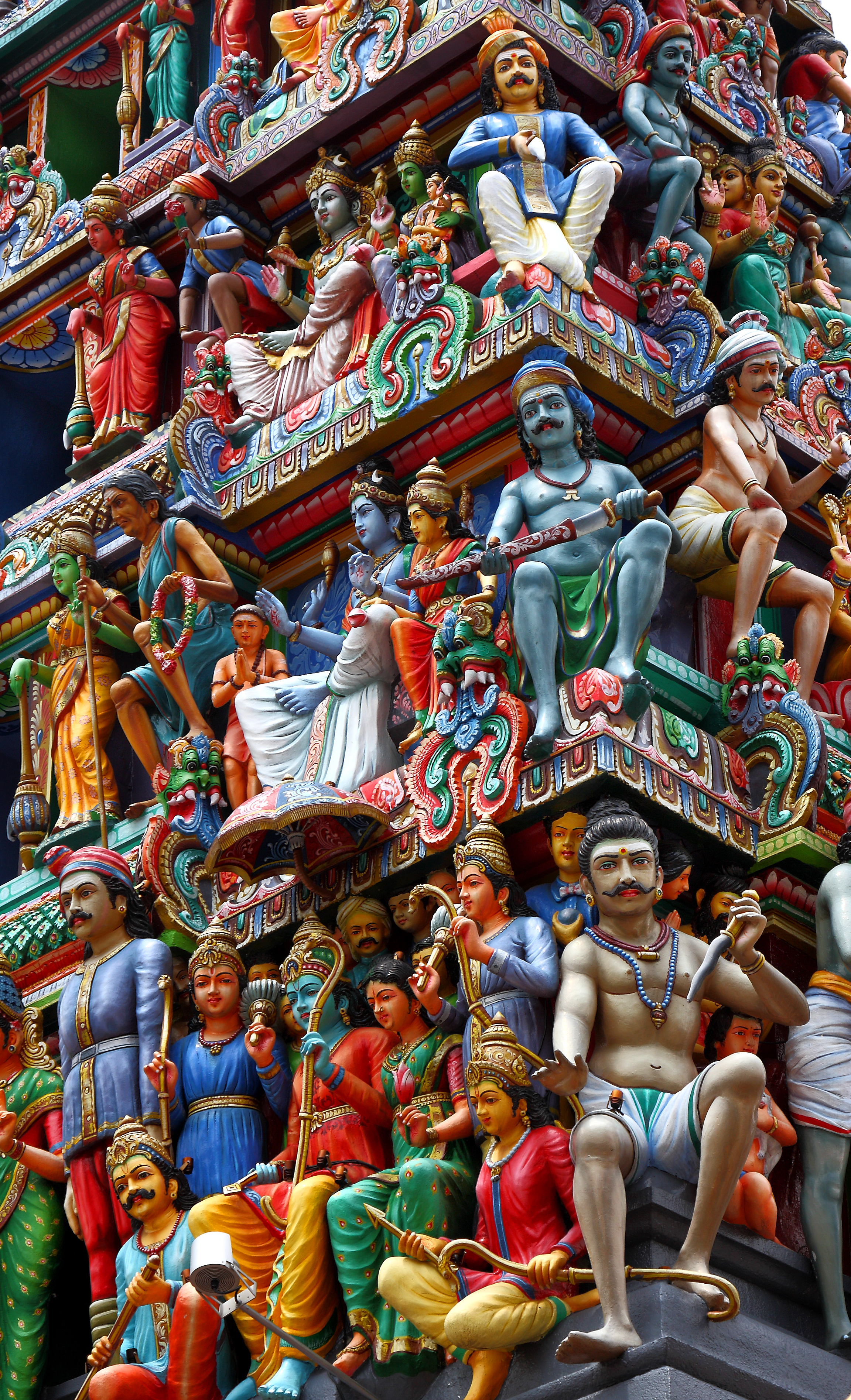
Zdobené detaily na vrcholu chrámu Sri Mariamman v čínské čtvrti, nejstaršího hinduistického chrámu v Singapuru z roku 1827

Navzdory své malé rozloze se Singapur vyznačuje jazykovou, náboženskou a kulturní rozmanitostí. Bývalí singapurští premiéři Lee Kuan Yew a Goh Chok Tong prohlásili, že Singapur neodpovídá tradičnímu popisu národa, a označili jej za společnost v přechodu, přičemž poukázali na skutečnost, že Singapurci nemluví stejným jazykem, nesdílejí stejné náboženství ani nemají stejné zvyky. Singapurci, jejichž rodným jazykem je angličtina, by se pravděpodobně přiklonili k západní kultuře (spolu s křesťanskou kulturou nebo sekularismem), zatímco ti, jejichž rodným jazykem je čínština, se většinou přiklánějí k čínské kultuře, která má vazby na čínské lidové náboženství, buddhismus, taoismus a konfucianismus. Malajsky mluvící Singapurci se většinou přiklánějí k malajské kultuře, která je sama o sobě úzce spojena s islámskou kulturou. Tamilsky mluvící Singapurci se většinou přiklánějí k tamilské kultuře, která je sama o sobě většinou spojena s hinduistickou kulturou. Rasová a náboženská harmonie je považována za klíčovou součást úspěchu Singapuru a hrála roli při budování singapurské identity.

### Umění

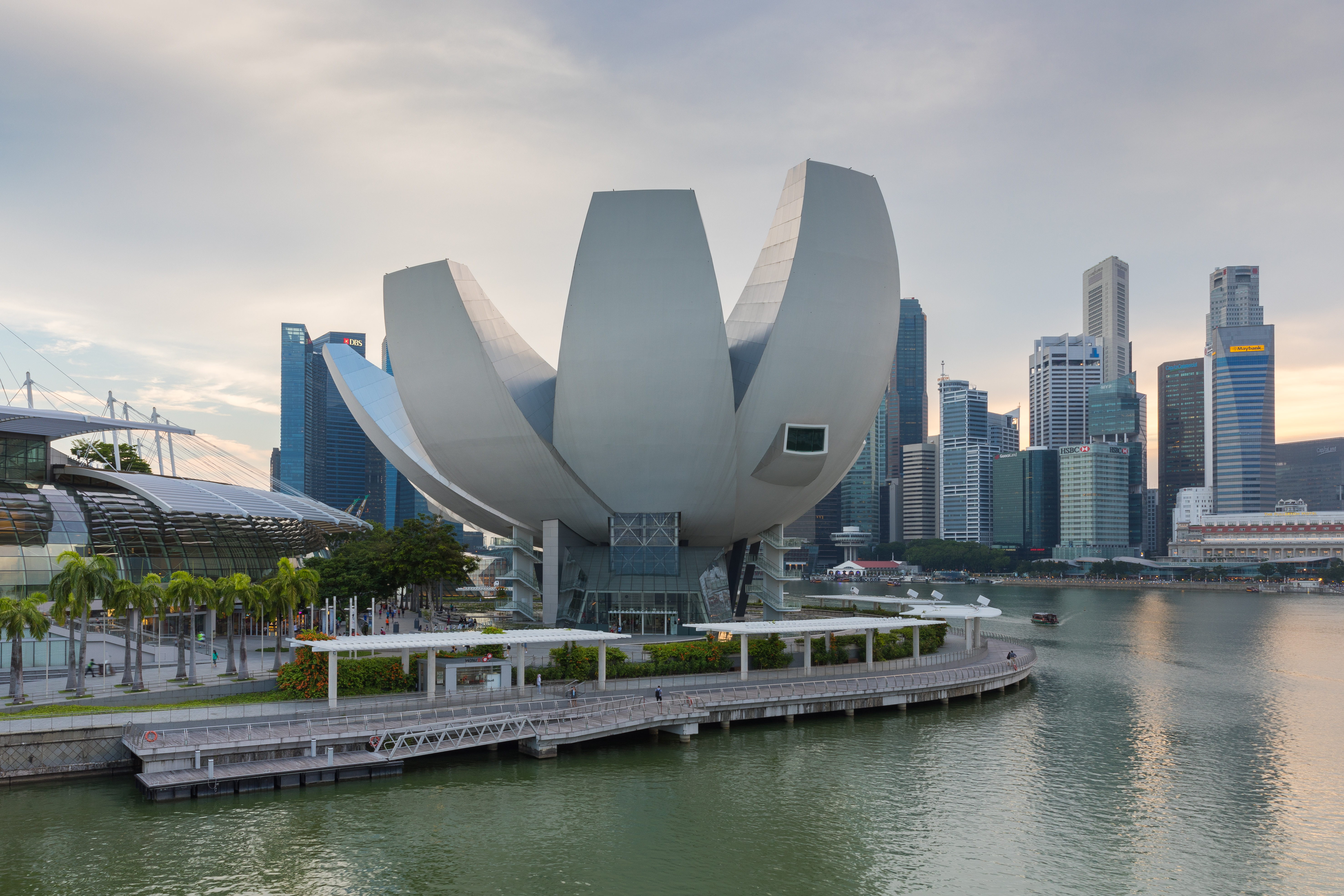
ArtScience Museum

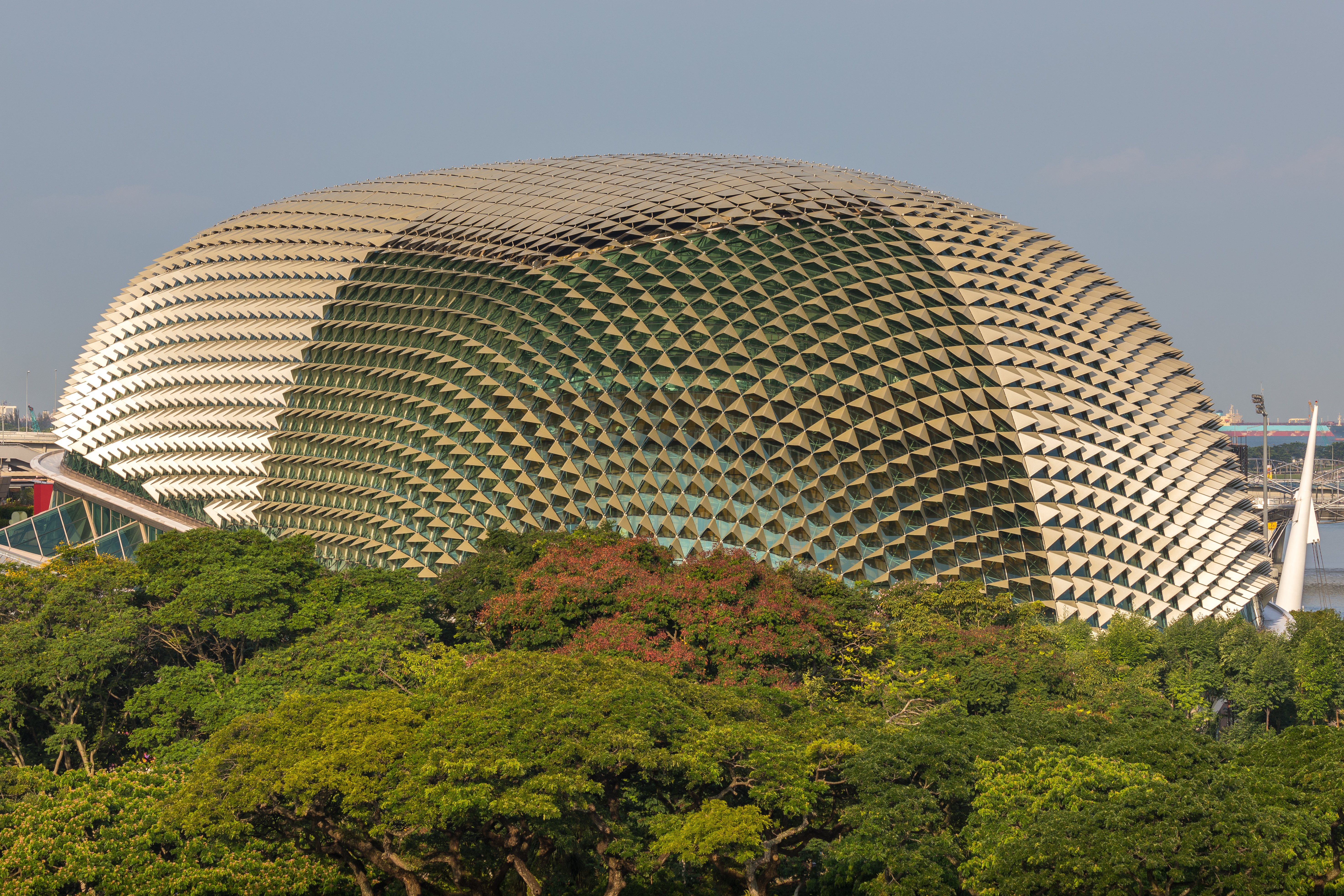
Hala Esplanade

Nejslavnější umělkyní narozenou v Singapuru je bezpochyby houslistka Vanessa-Mae, která pronikla do pop music a prodala po celém světě již milion svých alb. Věnovala se i lyžování, reprezentovala ale Thajsko, zemi svého otce. Známým zpěvákem je JJ Lin, zpěvačkou Stefanie Sun, herečkou Kung Li (narozená v Číně) či Fann Wong. Od roku 2009 je singapurským občanem i známý mistr bojových umění a herec akčních filmů Jet Li, rodák z Číny. V Singapuru se naopak narodil americký herec Jackson Rathbone, stejně jako televizní hvězdička Tila Tequila, nebo herec Sing Chen. Nejznámějším spisovatelem a „zlobivým dítětem“ singapurské společnosti je Alfian Sa'at.
Singapur umění velmi podporuje, v 90. letech 20. století vytvořil Národní radu pro umění, aby podpořila rozvoj divadla, literatury i výtvarného umění. Největším jejím úspěchem bylo zřízení Národní galerie Singapur roku 2015. Sbírky obsahují asi 8000 uměleckých předmětů a disponuje výstavní plochou asi 64 tisíc metrů čtverečních. Galerie sídlí ve dvou památkově chráněných budovách: bývalé radnici a bývalé budově nejvyššího soudu. Singapurci mají umělecké produkce často zdarma – jen v roce 2016 například proběhlo v kulturním centru Esplanade 5 900 bezplatných kulturních akcí. Domácí půdou je toto centrum například pro Singapurský symfonický orchestr, který byl založen v roce 1979.[zdroj?]
Singapur se může pochlubit i několika výjimečnými moderními stavbami. Pozoruhodnou stavbou je ArtScience Museum otevřené v roce 2011, které navrhl izraelský architekt Moše Safdie, a připomíná tvarem lotos. Unikátní je i divadlo a koncertní sál Esplanade z dílny anglického architekta Michaela Wilforda dostavěný roku 2002. Také budova casina Marina Bay Sands je od roku 2010, kdy byla otevřena, jednou z nejfotografovanějších budov světa.

### Kuchyně

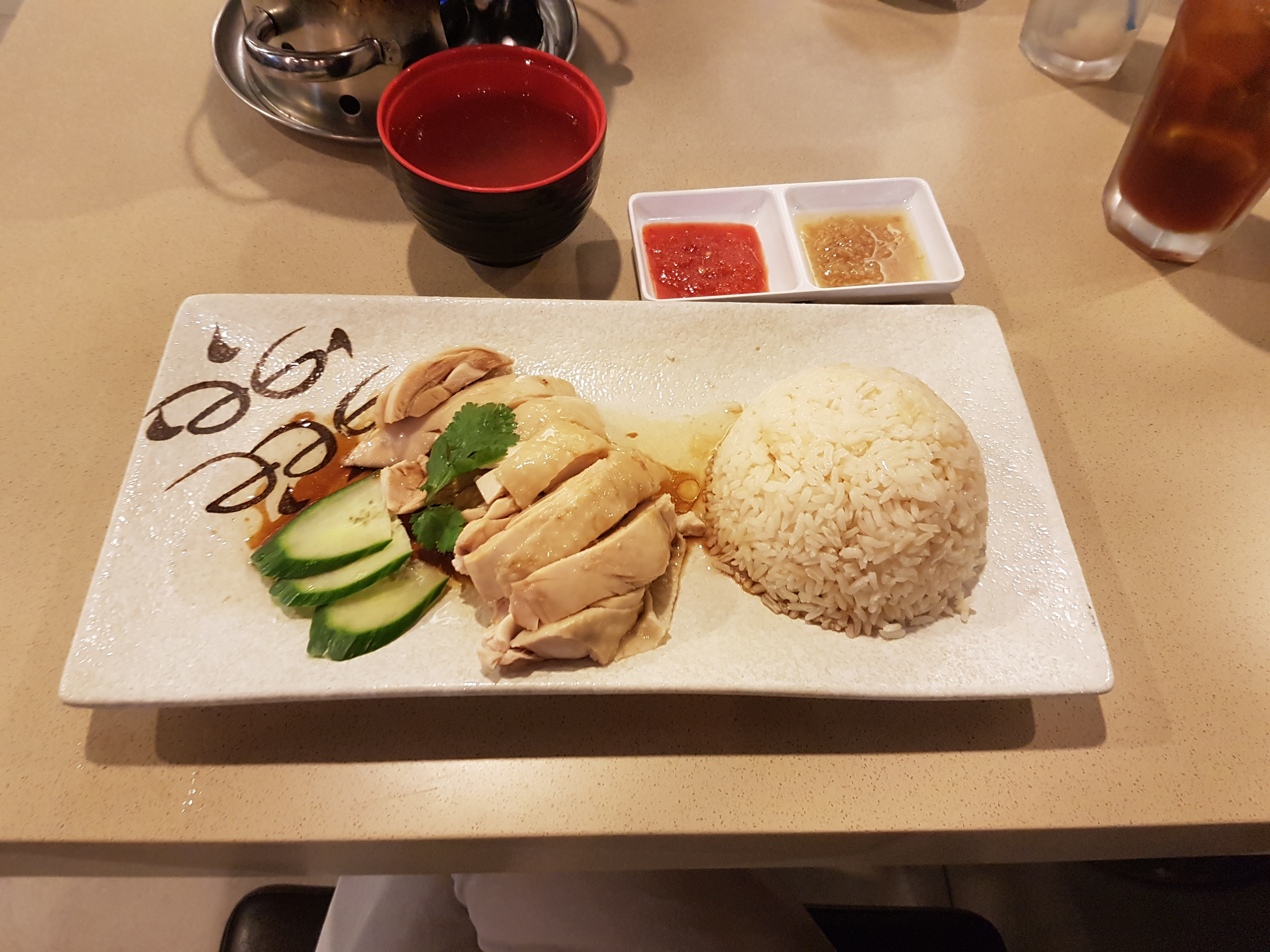
Rýže hainanese s kuřecím masem

Singapurská kuchyně byla ovlivněna malajskou, čínskou, indickou, srílanskou, thajskou, blízkovýchodní a indonéskou kuchyní. Krab s chilli a krab s černým pepřem jsou dva charakteristické pokrmy, které dominují singapurské kuchyni a jsou doporučovány turistům. Dalším oblíbeným pokrmem je sambal stingray. V kategorii masa je nejoblíbenější rýže hainanese s kuřecím masem– rýže vařená v kuřecím tuku, podávaná s vařeným kuřetem a s chilli omáčkou. V Singapurské kuchyni jsou populární tyto tři pokrmy z kategorie nudlí: hokkien mee jsou smažené vaječné nudle s krevetami a plátky vepřového masa a s omáčkou, nonya laksa jsou rýžové nudle podávané v kokosovém krevetovém vývaru a char kuey teow – smažené rýžové nudle s krevetami a s klobásou. V kategorii dezertů a svačin je známý kaya toast především kvůli použití kaya (džemu z kokosového ořechu).

### Sport

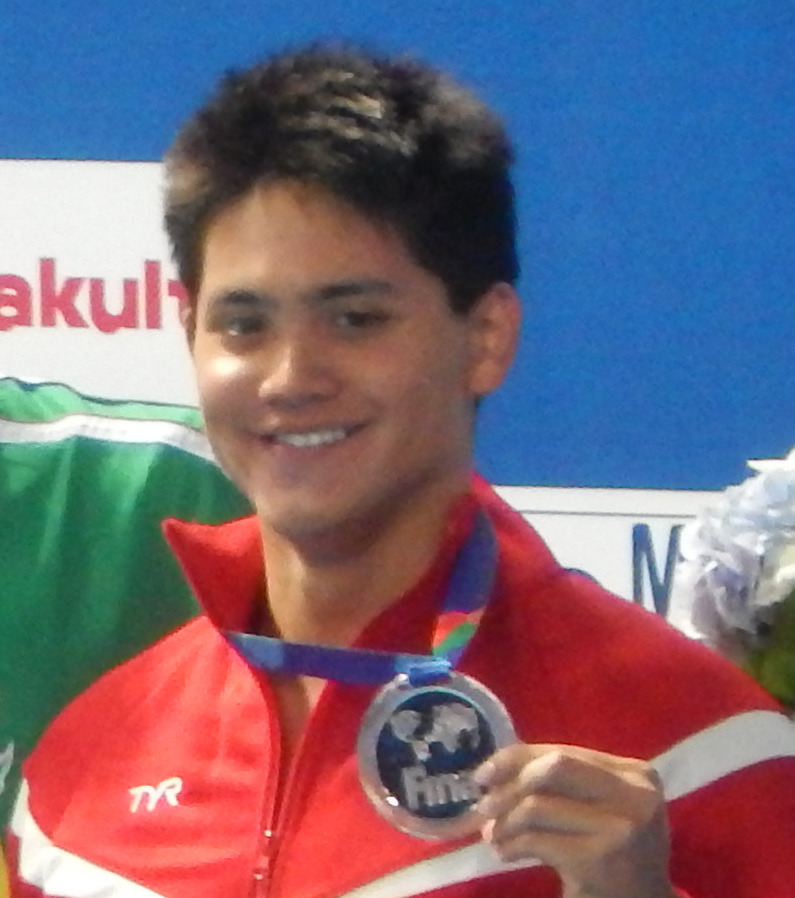
Joseph Schooling

Singapur soutěží od roku 1948 na olympijských hrách. Na hrách v Riu roku 2016 se dočkal své první zlaté medaile, kterou ze závodu v motýlku na 100 metrů přivezl plavec Joseph Schooling. Singapur je známý i svou školou stolního tenisu. Na olympijských hrách v Londýně 2012 získal dvě bronzové medaile (ženský tým a Feng Tianwei) a v Pekingu 2008 jednu stříbrnou (ženský tým). Úplně první cenný kov pro Singapur na OH vybojoval v Římě 1960 vzpěrač Tan Howe Liang, když skončil druhý v kategorii do 67,5 kilogramu. Šestou olympijskou medaili pro Singapur, bronzovou, získal v roce 2024 jachtař Max Maeder, a to v pouhých sedmnácti letech. Stal se druhým singapurským olympijským medailistou, který se v zemi již narodil. Také singapurský jachtařský tým ve třídě optimist patří k nejlepším na světě. Oblíbeným sportem je i badminton, Loh Kean Yew se v něm stal mistrem světa v roce 2021.

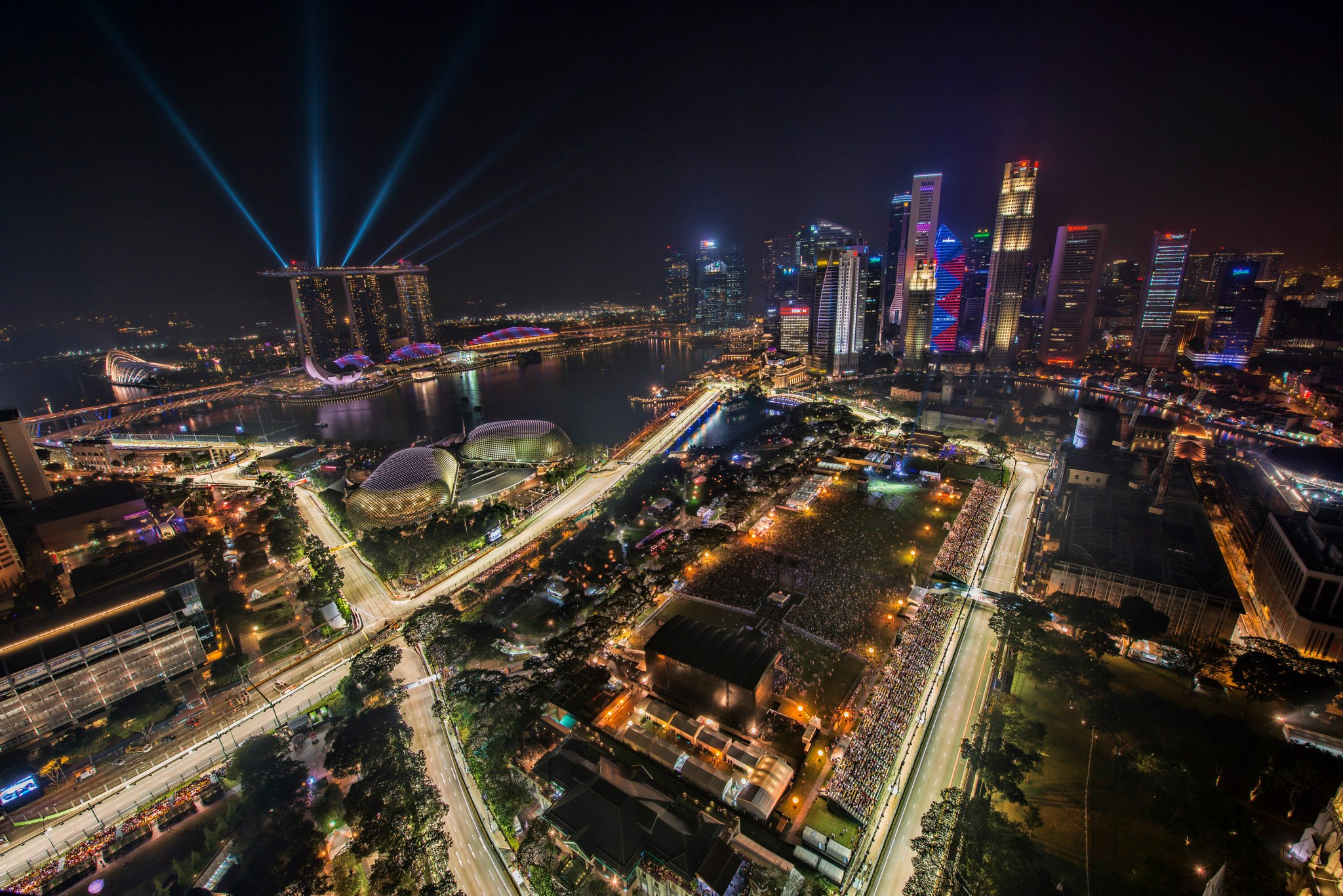
Grand Prix Singapuru 2012

Basketbalový klub Singapore Slingers hraje ASEAN Basketball League, která vznikla v roce 2009 a hrají ji nejlepší týmy z celé jihovýchodní Asie. Klub se již třikrát probojoval do finále této soutěže. V roce 2014 byl otevřen unikátní Národní stadion pro 55 tisíc diváků se zatahovací střechou a největší kupolí na světě s volným rozpětím. Je domovem Singapurské fotbalové reprezentace, která čtyřikrát vyhrála mistrovství ASEAN (1998, 2004, 2007, 2012). 
Bohatství umožňuje Singapuru pořádat i velké sportovní akce. Od roku 2008 se zde jezdí například závod Formule 1 Grand Prix Singapuru. Místem konání je trať Marina Bay, jež je specifická tím, že vede v ulicích města. První závod v roce 2008 byl prvním nočním závodem v historii Formule 1.